# Liste des élections des empereurs du Saint-Empire romain germanique

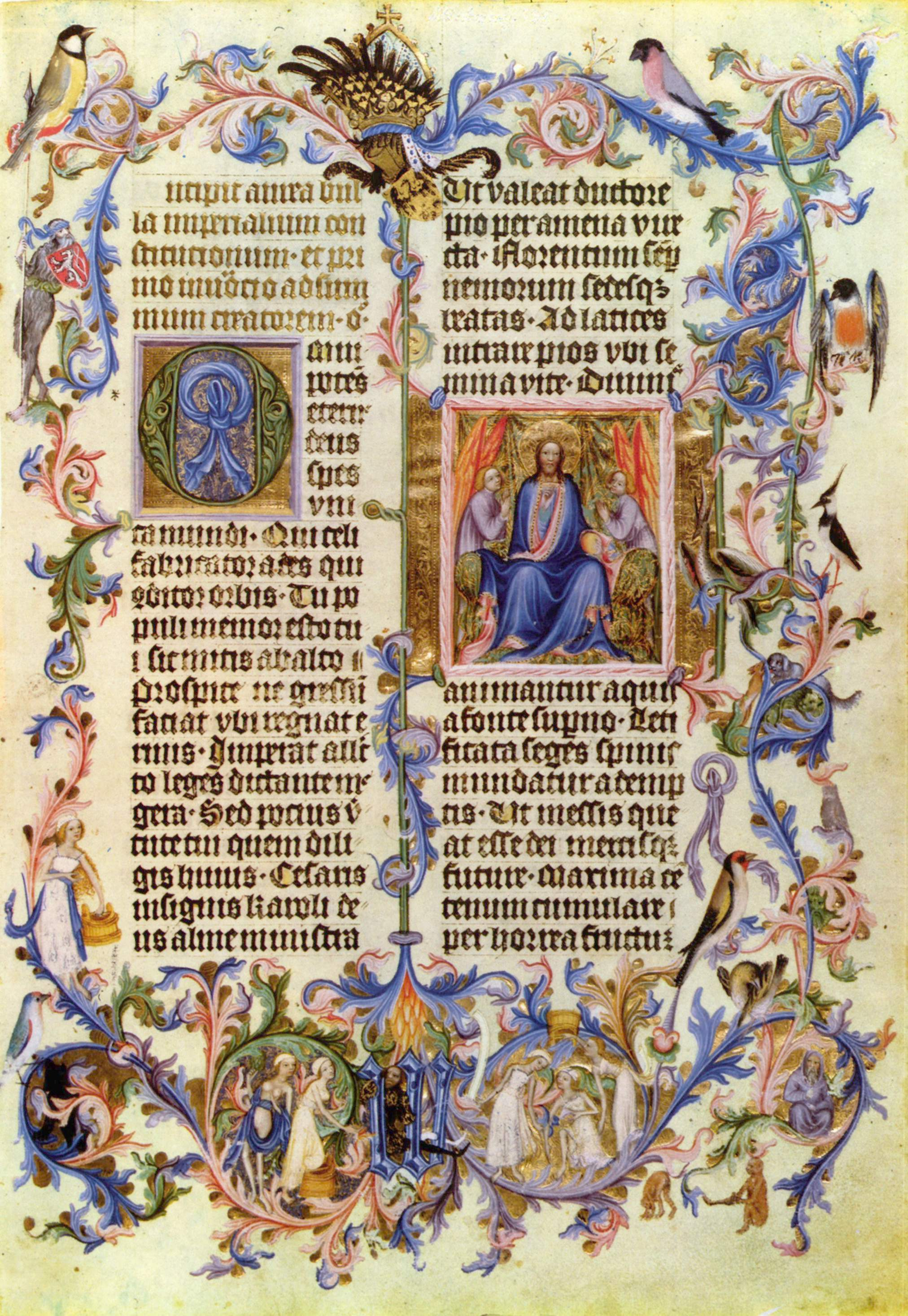
Première page de la Bulle d'or, copie effectuée dans l'atelier du roi Venceslas de Luxembourg, roi de Bohême, vers 1400.

Le Saint-Empire romain est une monarchie élective et des élections ont lieu pendant toute la durée de son existence. L'élection du roi des Romains, plus tard directement  de l'empereur romain est confiée à un collège des princes-électeurs depuis le XIIIe siècle. La Bulle d'or de 1356, constitution impériale proclamée par l'empereur Charles IV, spécifie les modalités de choix des rois et des empereurs romains germaniques. 
La dernière élection impériale a lieu le 5 juillet 1792 au Römer de Francfort-sur-le-Main, suivie du dernier couronnement le 14 juillet 1792 en la Collégiale Saint-Barthélemy de Francfort.

## Les princes-électeurs
La Bulle d'Or de 1356 prévoit que les princes-électeurs sont au nombre de sept, et comptent à la fois trois ecclésiastiques et quatre princes laïcs : 
- l'archevêque de Mayence, archichancelier pour la Germanie
- l'archevêque de Cologne, archichancelier pour l'Italie
- l'archevêque de Trèves, archichancelier pour la Gaule
- le roi de Bohême (appartenant à la maison de Luxembourg au XIVe siècle, à la maison de Habsbourg à partir de 1526)
- le comte palatin du Rhin (appartenant à la maison de Wittelsbach)
- le duc de Saxe (appartenant à la maison de Wettin) et
- le margrave de Brandebourg (appartenant à la maison de Hohenzollern depuis 1415).

Au fil du temps, ce nombre est modifié, avec l'ajout du duc de Bavière au cours de la guerre de Trente Ans, en 1623, et du duc de Brunswick-Lunebourg (appartenant à la maison de Hanovre, rois britanniques à partir de 1714)) en 1692 puis, en 1777, le retrait de l'électorat palatin quand Charles-Théodore de Witteslbach hérite de l'électorat de Bavière.
Lors de l'élection, les princes-électeurs élisent le « Roi des Romains ». Il faut en théorie le sacre auprès du pape pour que le roi des Romains soit reconnu empereur. Ainsi, « les électeurs font le roi, le pape fait l'empereur », même si au fil du temps, cette pratique tombe en désuétude : en 1508, Maximilien de Habsbourg se proclame « empereur élu », et le sacre de Charles Quint en 1530 par le pape Clément VII à Bologne est le dernier sacre impérial par un souverain pontife dans l'histoire du Saint-Empire romain.

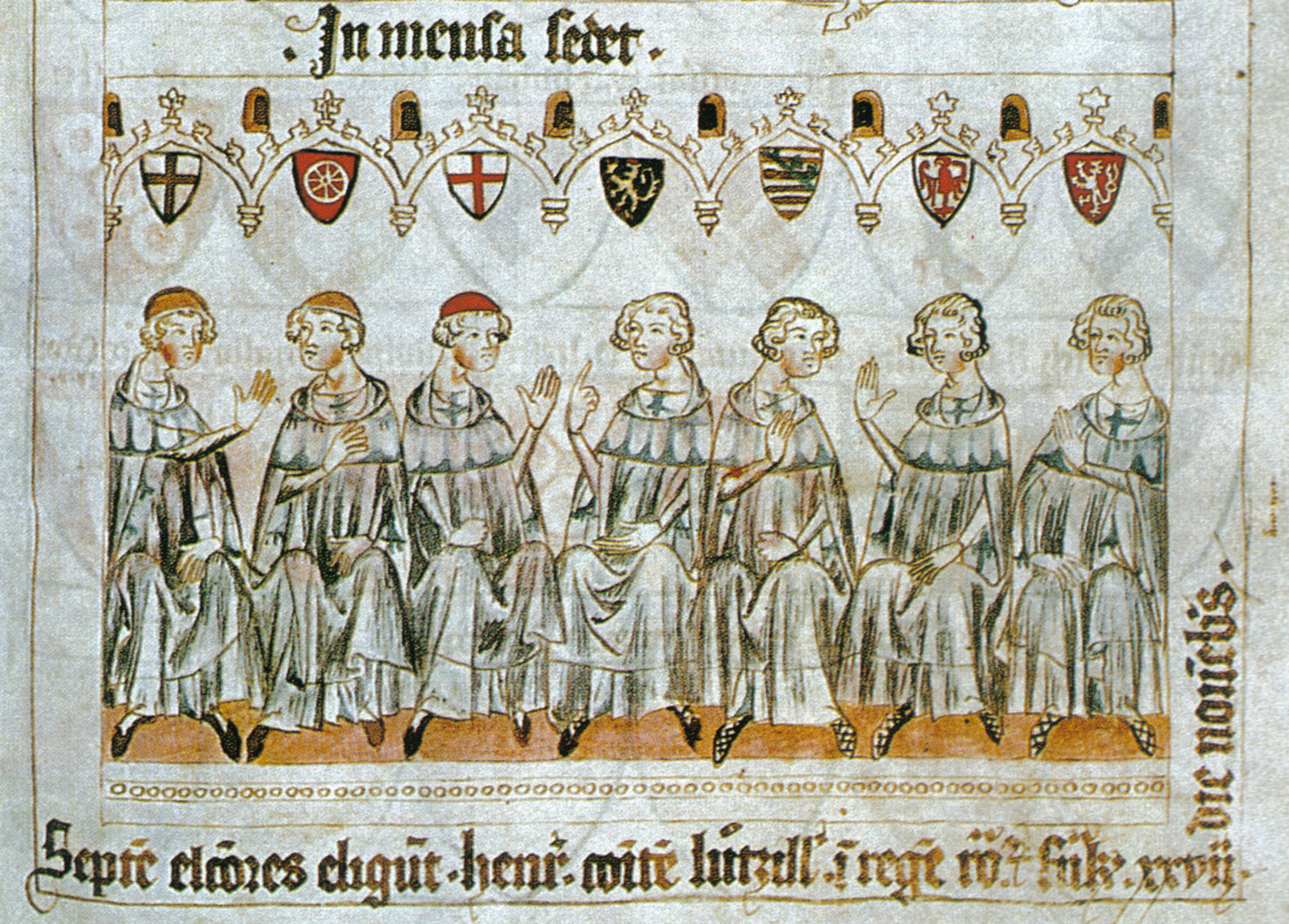
Les sept électeurs élisent Henri, comte de Luxembourg, comme roi des Romains à Francfort le 27 novembre 1308, Codex Balduini Trevirensis (vers 1340).
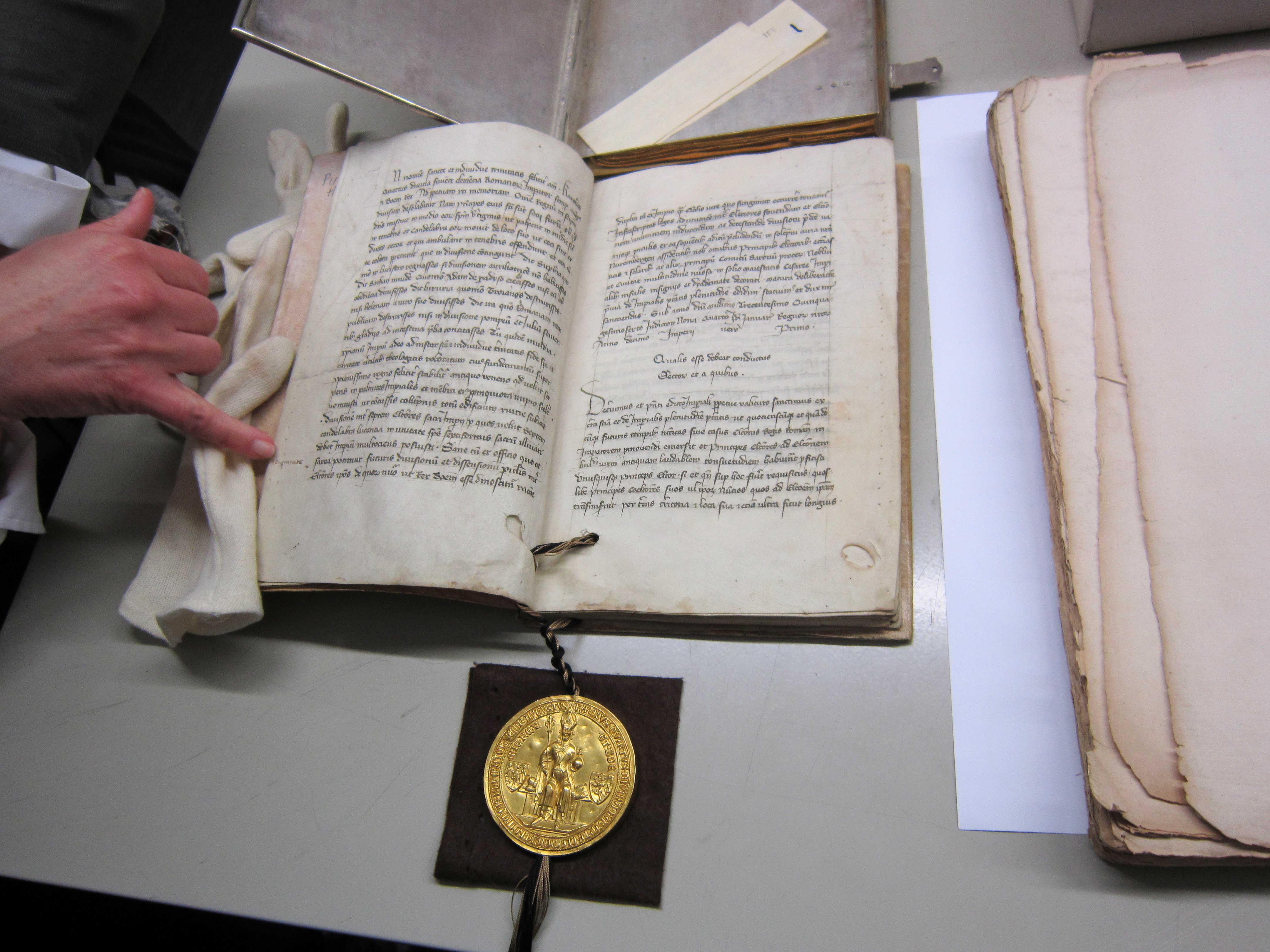
L'exemplaire de Trèves de la Bulle d'or de 1356 avec le sceau en or de l'empereur Charles IV.
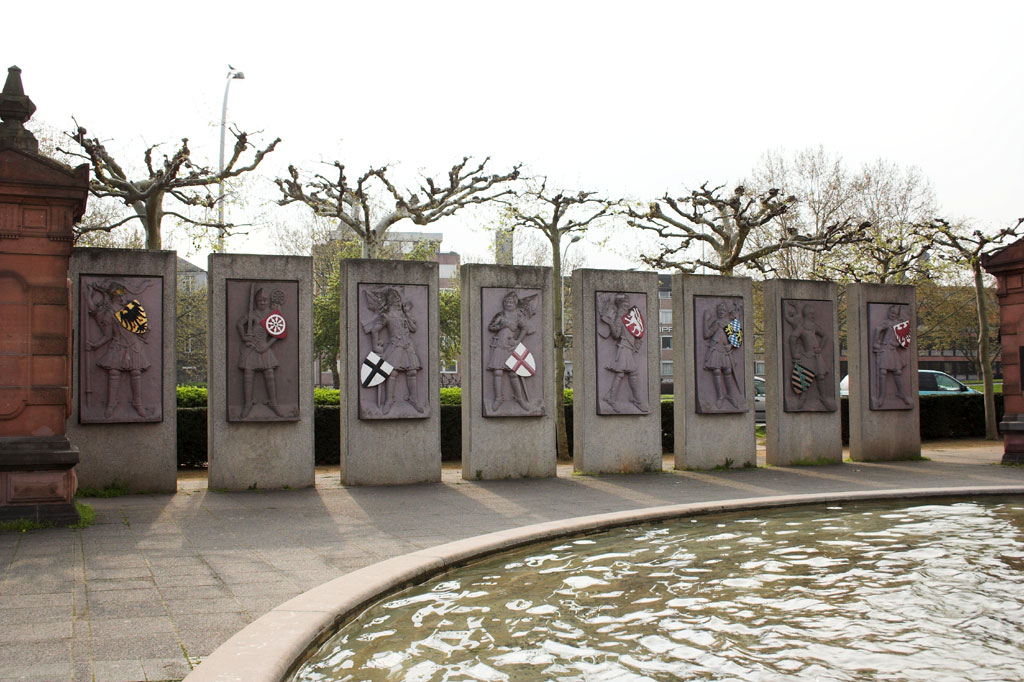
Sculpture des sept princes-électeurs sur les rives du Rhin à Mayence.
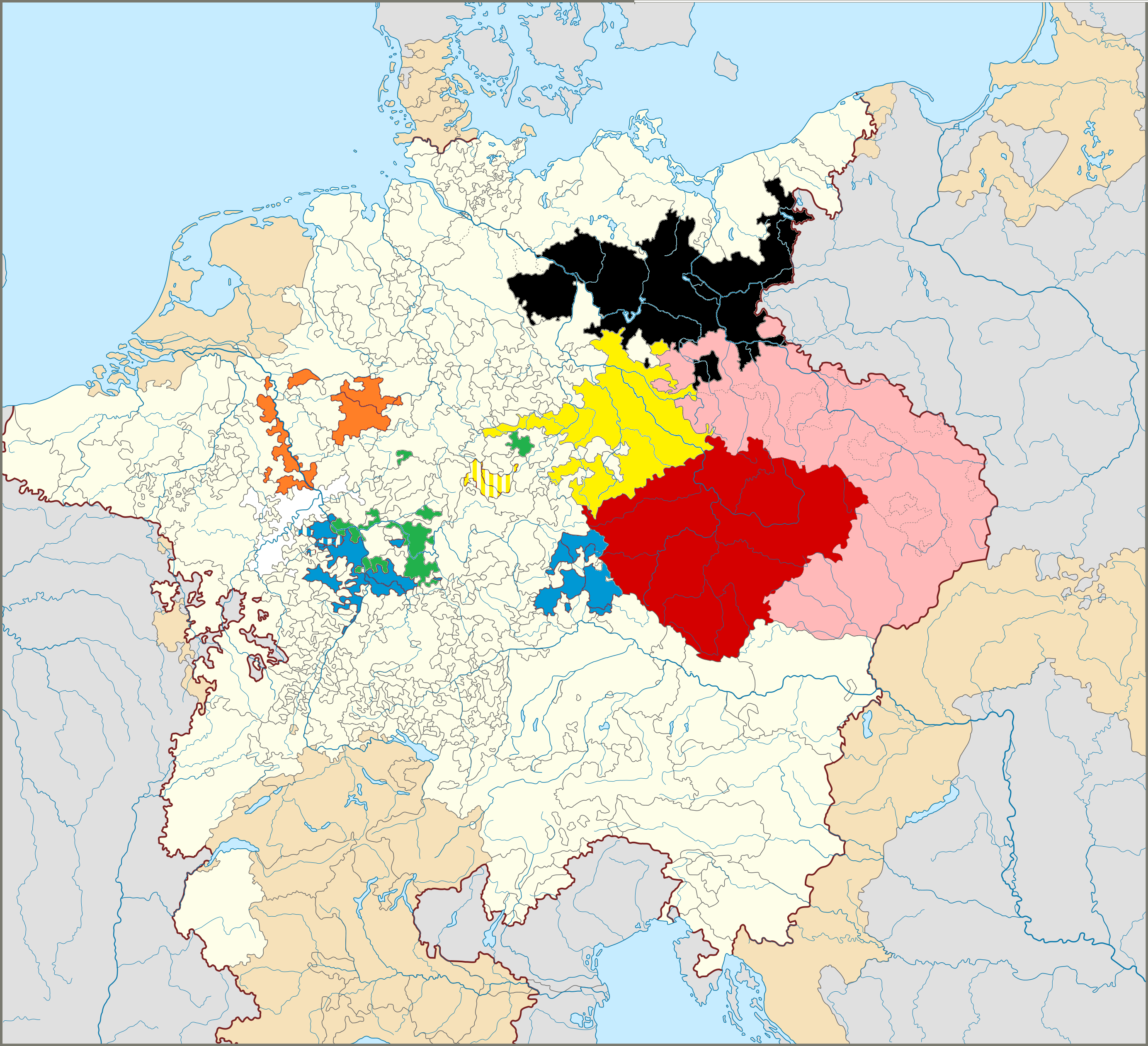
Les États-électorat au sein du Saint-Empire en 1618.
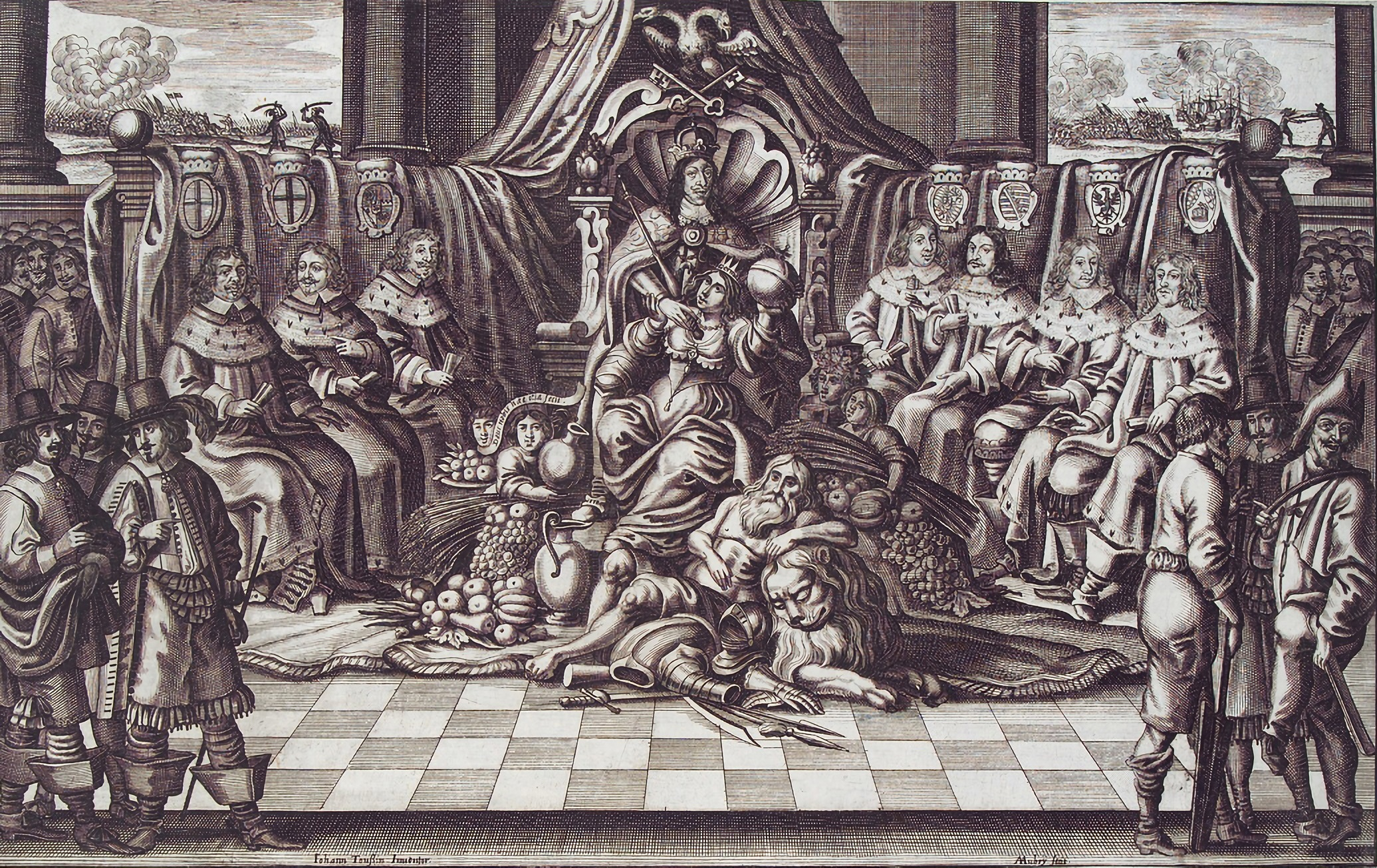
L'empereur entouré des princes-électeurs vers 1663-1664.

## Les lieux de l'élection et du couronnement
Le Saint-Empire est une monarchie élective et décentralisée. De ce fait, les lieux d'élection et de couronnement ont varié au cours de l'histoire. La plupart du temps, pour élire le roi des Romains et nouvel empereur, les princes-électeurs se réunissent à Francfort-sur-le-Main dans la salle impériale (Kaisersaal) du Römer, au Römerberg dans le vieux Francfort. Exceptionnellement, l'élection a aussi parfois lieu à Ratisbonne ou à Augsbourg.
Le couronnement du roi a lieu dans la tradition carolingienne à la cathédrale d'Aix-la-Chapelle mais à partir de 1562, le lieu du couronnement devient la cathédrale impériale Saint-Barthélemy de Francfort.

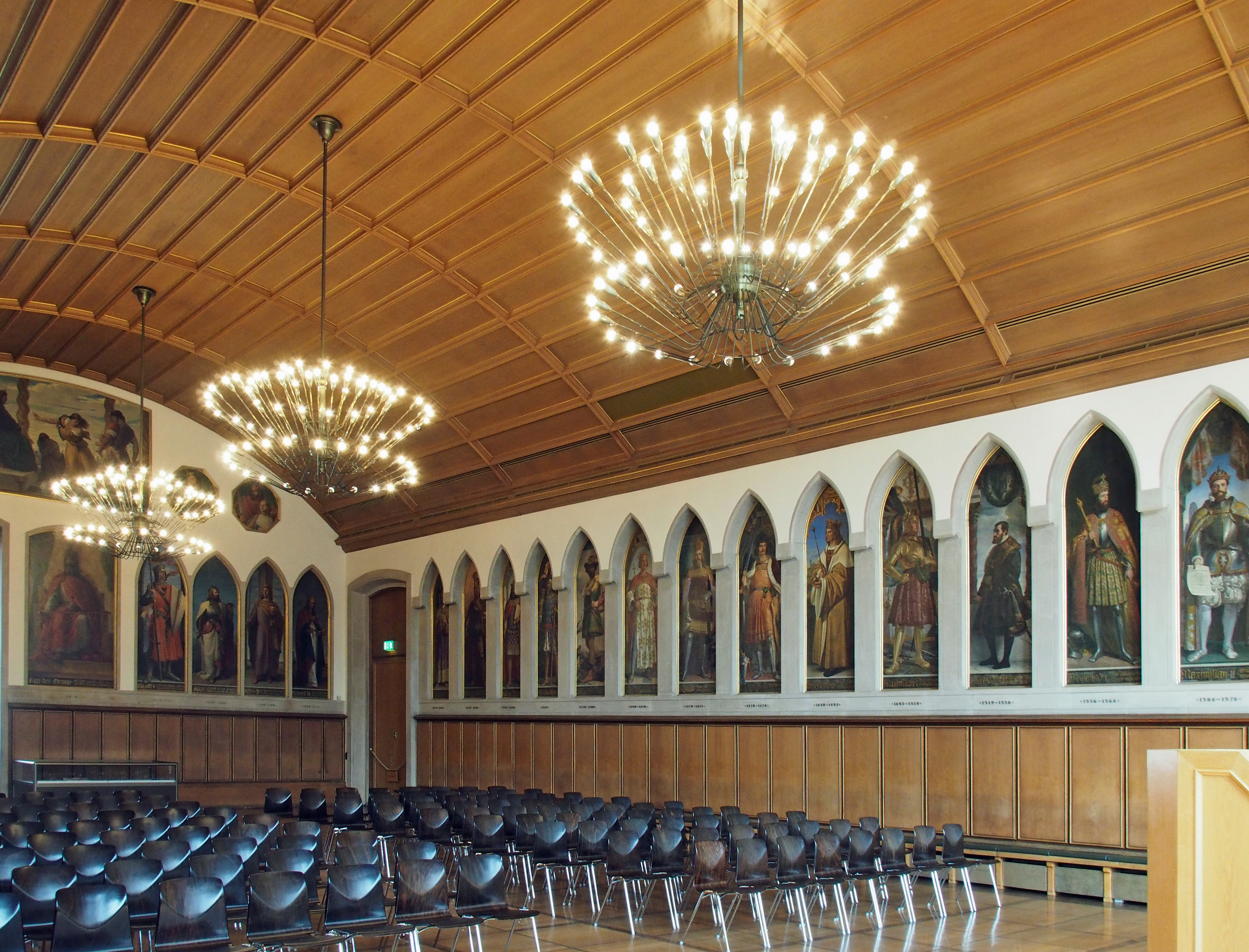
Salle impériale (Kaisersaal) du Römer de Francfort, lieu de l'élection impériale.
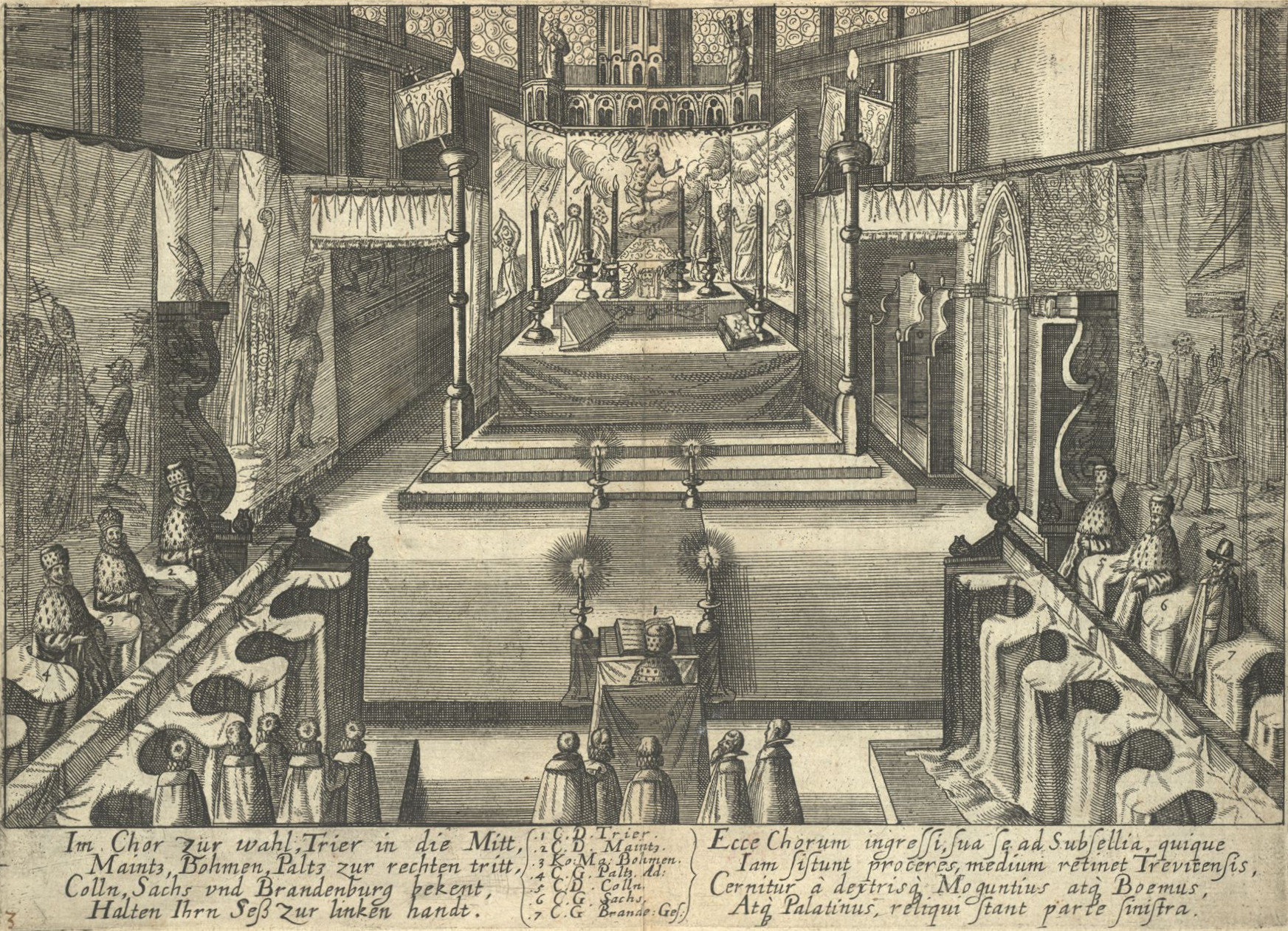
Salle impériale (Kaisersaal) lors de l'élection de 1612 où fut élu l'empereur Matthias Ier.
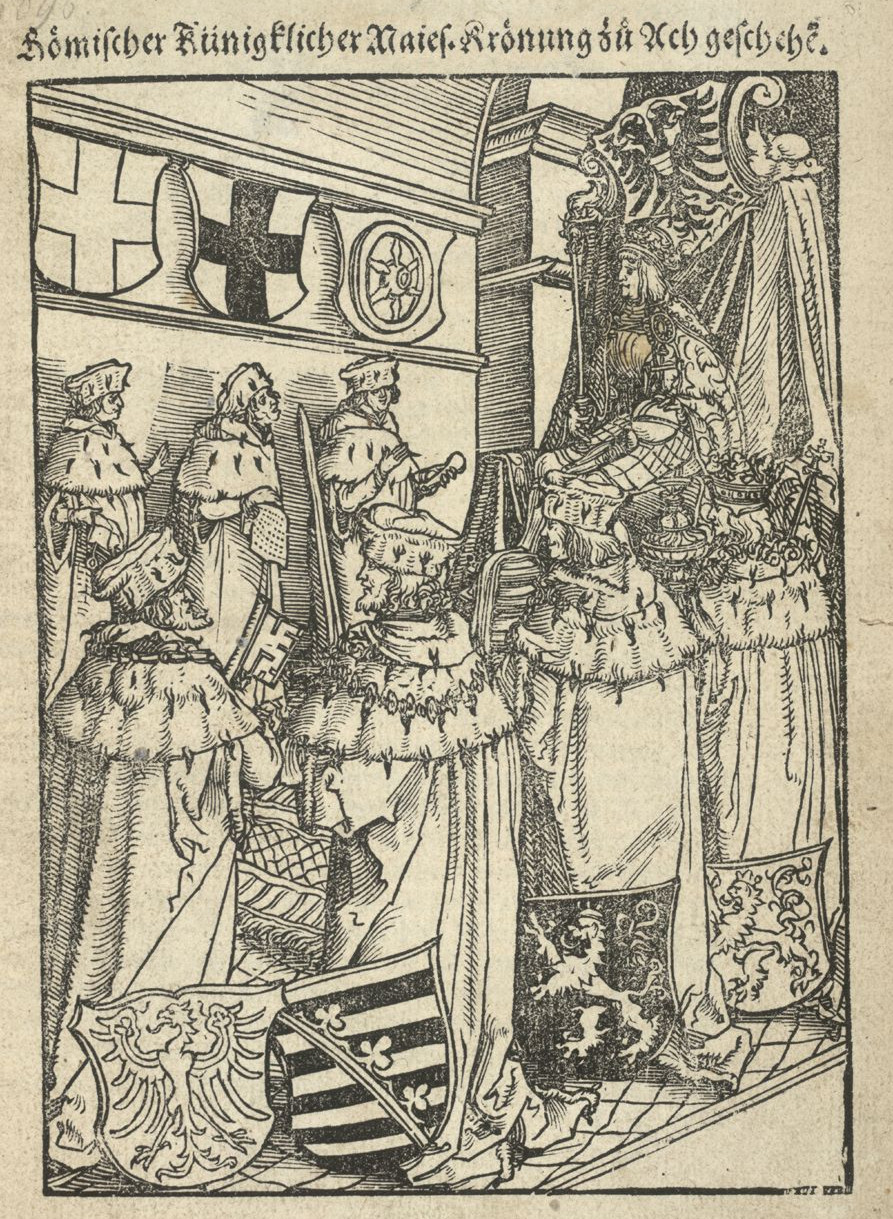
Couronnement de l'empereur Charles Quint à Aix-la-Chapelle en 1520.
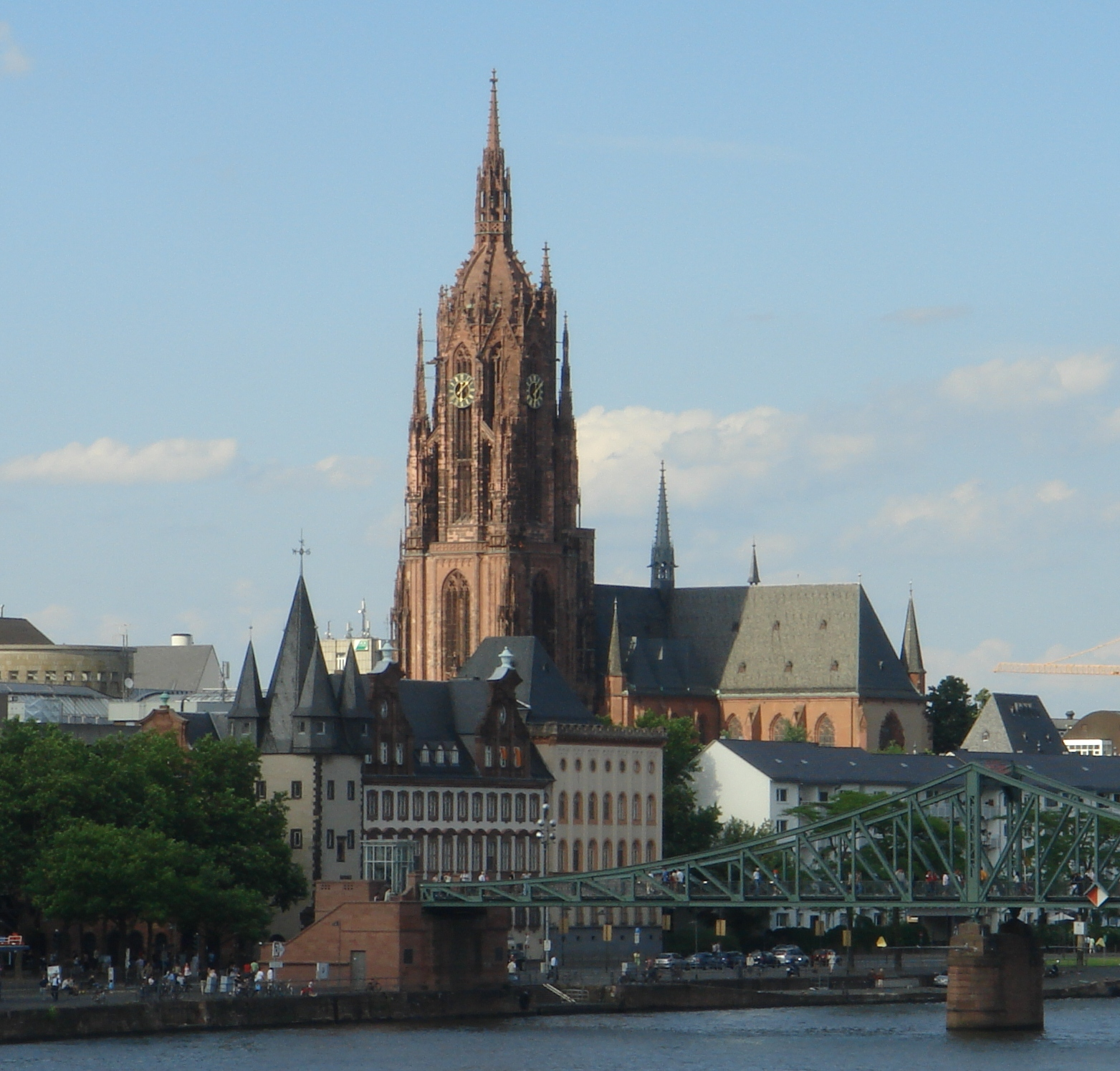
Collégiale Saint-Barthélemy de Francfort, lieu du couronnement impérial à partir de 1562.
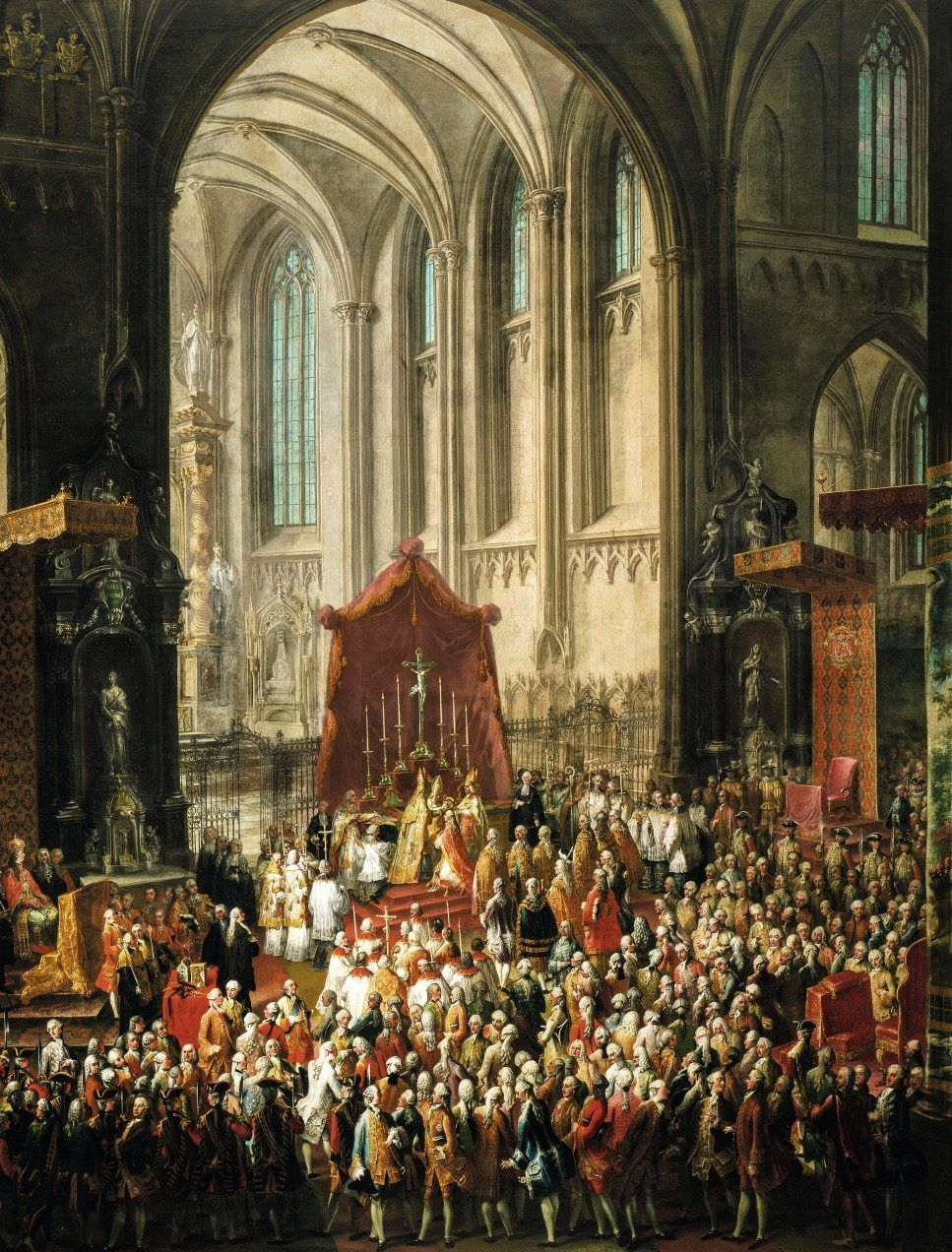
Couronnement de l'empereur Joseph II en 1764 dans la cathédrale Saint-Barthélemy de Francfort.

## 14e siècle

### Élection de 1308

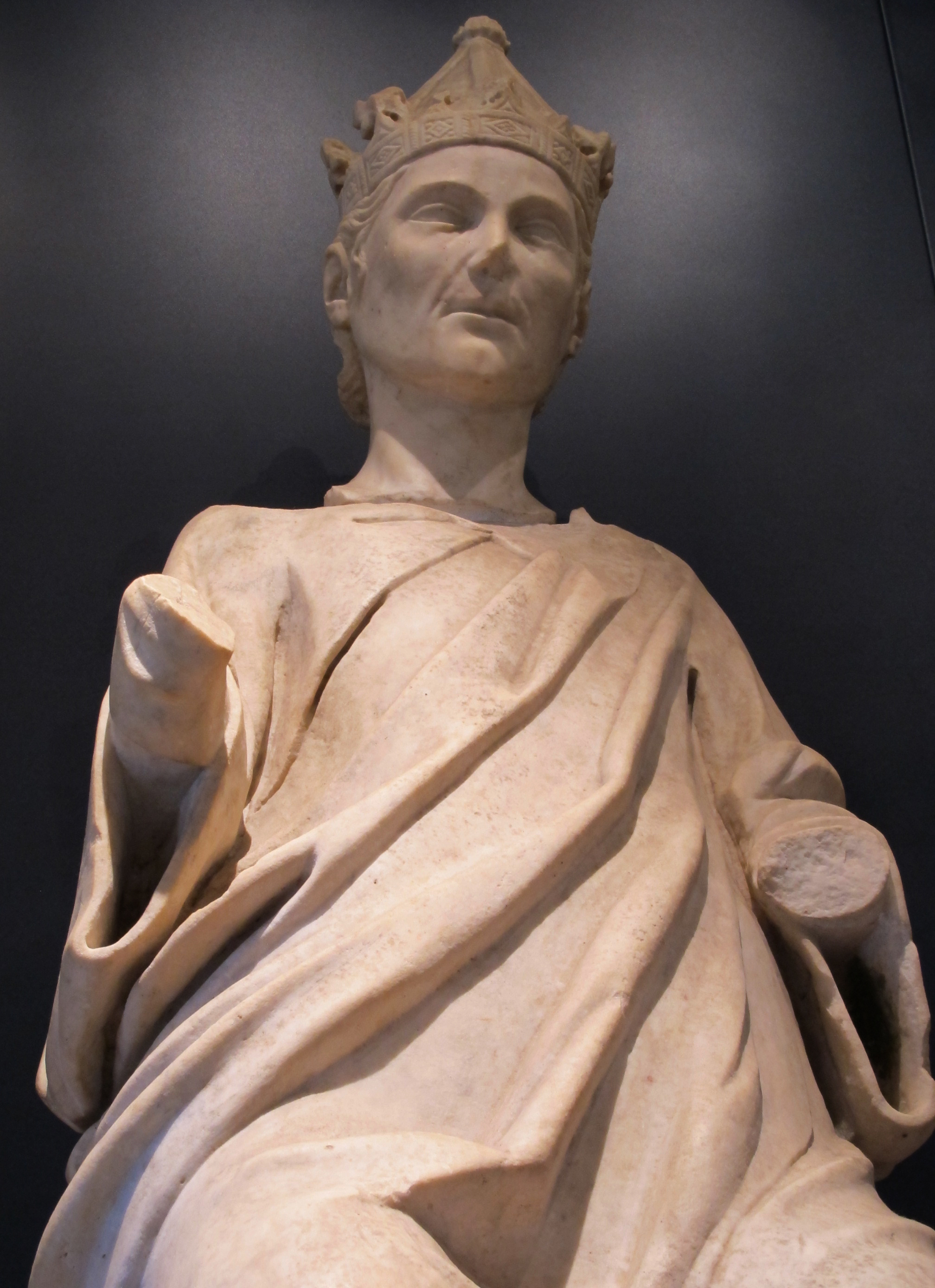
L'empereur Henri VII.

L’élection a lieu le 27 novembre 1308 à Francfort-sur-le-Main. 
L'empereur élu, plus précisément roi des Romains, est Henri VII de Luxembourg, roi des Romains de 1308 à 1313 et empereur de 1312 à 1313.
Six Princes-électeurs :
- Pierre d'Aspelt, archevêque de Mayence (1306-1320)
- Baudouin de Luxembourg, archevêque de Trèves (1307-1354)
- Henri II de Virnebourg, archevêque de Cologne (1304-1322)
- Rodolphe Ier de Wittelsbach, comte palatin du Rhin (1294-1317)
- Rodolphe d'Ascanie, duc de Saxe-Wittemberg (1298-1356)
- Valdemar d'Ascanie, margrave de Brandebourg (1308-1319)

L'élection de 1308 fait suite à l'assassination du roi Albert de Habsbourg le 1er mai.

### Élections de 1314 (contestées)

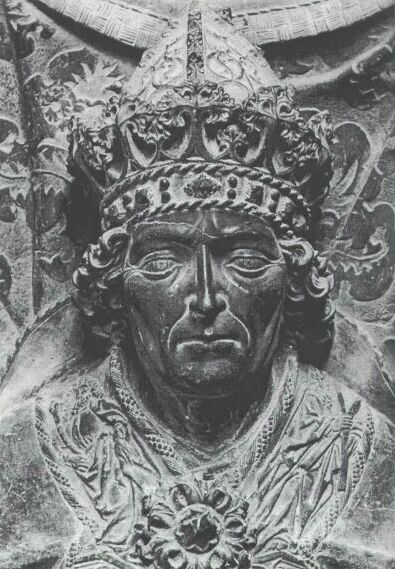
L'empereur Louis IV.

Les élections ont lieu le 19 octobre 1314 à Sachsenhausen et le 20 octobre 1314 à Francfort-sur-le-Main.
Les empereurs élus (en fait rois des Romains) sont Frédéric de Habsbourg (1289–1330), roi des Romains de 1314 à 1330, et le duc Louis III de Wittelsbach (1282–1347) qui est donc roi des Romains de 1314 à 1347 et empereur de 1328 à 1347.
Neuf Princes-électeurs :
- Pierre d'Aspelt, archevêque de Mayence (1306-1320)
- Baudouin de Luxembourg, archevêque de Trèves (1307-1354)
- Henri II de Virnebourg, archevêque de Cologne (1304-1322)
- Jean de Luxembourg, roi de Bohême (1310-1346)
  - contesté par Henri de Goritz, roi de Bohême (1307-1310)
- Rodolphe Ier de Wittelsbach, comte palatin du Rhin (1294-1317)
- Rodolphe d'Ascanie, duc de Saxe-Wittemberg (1298-1356)
  - contesté par ses cousins, ducs de Saxe-Lauenbourg
- Valdemar d'Ascanie, margrave de Brandebourg (1308-1319)

### Élection de 1346

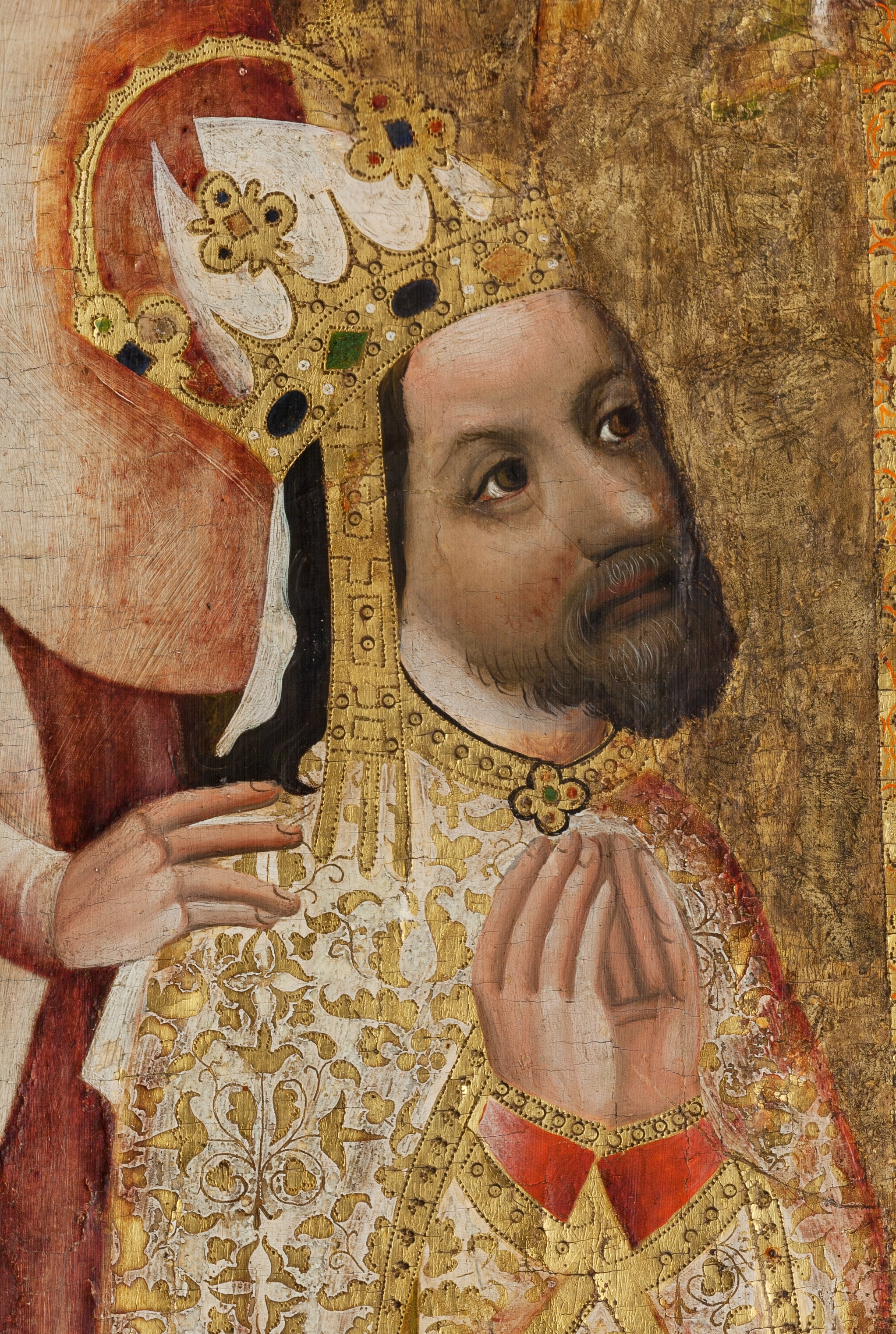
L'empereur Charles IV.

Cette élection a lieu le 11 juillet 1346 à Rhens et le couronnement le 26 novembre 1346 à Bonn, avant donc la proclamation dix ans plus tard de la Bulle d'or qui va ensuite normaliser et organiser de manière claire cette élection impériale.
L'empereur élu est Charles IV de Luxembourg (1316-1378), roi des Romains de 1346 à 1378 et empereur de 1355 à 1378.
Cinq Princes-électeurs :
- Gerlier de Nassau, archevêque de Mayence (1346-1371)
- Baudouin de Luxembourg, archevêque de Trèves (1307-1354)
- Walram de Juliers, archevêque de Cologne (1332-1349)
- Jean de Luxembourg, roi de Bohême (1310-1346)
- Rodolphe d'Ascanie, duc de Sace-Wittemberg (1298-1356), officiellement électeur de Saxe en 1356

L'élection de 1346 fait suite à la tentative de déposition de l'empereur Louis IV de Wittelsbach (qui meurt finalement en 1347) par le pape Clément VI afin d'élire tout de même un nouvel empereur.

### Élection de 1376

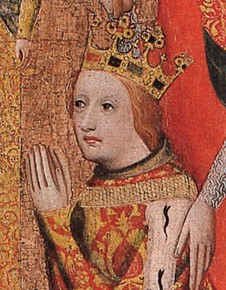
Le roi des Romains Venceslas Ier.

L’élection a lieu le 10 juin 1376 à Francfort-sur-le-Main. Elle est la première élection à se dérouler à la suite de la Bulle d'or de 1356 proclamée par Charles IV.
L'empereur élu, plus précisément roi des Romains, est Venceslas Ier de Luxembourg, roi des Romains de 1378 à 1400.
Sept Princes-électeurs :
- Louis de Misnie, archevêque de Mayence (1374-1379)
- Cunon II de Falkenstein, archevêque de Trèves (1362-1388)
- Frédéric III de Sarrewerden, archevêque de Cologne (1372-1414)
- Charles IV de Luxembourg, roi de Bohême (1346-1378) et empereur
- Robert Ier de Wittelsbach, comte palatin du Rhin (1356-1390)
- Venceslas de Saxe, électeur de Saxe (1370-1388)
- Othon de Wittelsbach, électeur du Brandebourg (1365-1379)

L'élection de 1376 se déroule du vivant de l'empereur Charles IV de Luxembourg, qui meurt à Prague le 29 novembre 1378.

### Élection de 1400 (contestée et invalidée)
L’élection a eu lieu le 22 mai 1400 à Francfort-sur-le-Main. L'empereur élu aurait été Frédéric Ier de Brunswick-Wolfenbüttel mais les sources sont peu claires.
Six Princes-électeurs :
- Jean II de Nassau, archevêque de Mayence (1396-1419)
- Werner de Falkenstein, archevêque de Trèves (1388-1418)
- Frédéric III de Sarrewerden, archevêque de Cologne (1372-1414)
- Robert Ier de Wittelsbach, comte palatin du Rhin (1398-1410)
- Rodolphe III de Saxe, électeur de Saxe (1388-1419)
- Jobst de Luxembourg, électeur de Brandebourg (1388-1411)

Les princes-électeurs, mécontents de la manière dont le roi des Romains Venceslas exerce ses fonctions, se réunissent pour trouver des alternatives. L'élection de Frédéric Ier de Brunswick-Wolfenbüttel est toutefois reconnue invalide, et Frédéric est assassiné deux semaines plus tard le 5 juin 1400.

### Élection de 1400 (contestée)

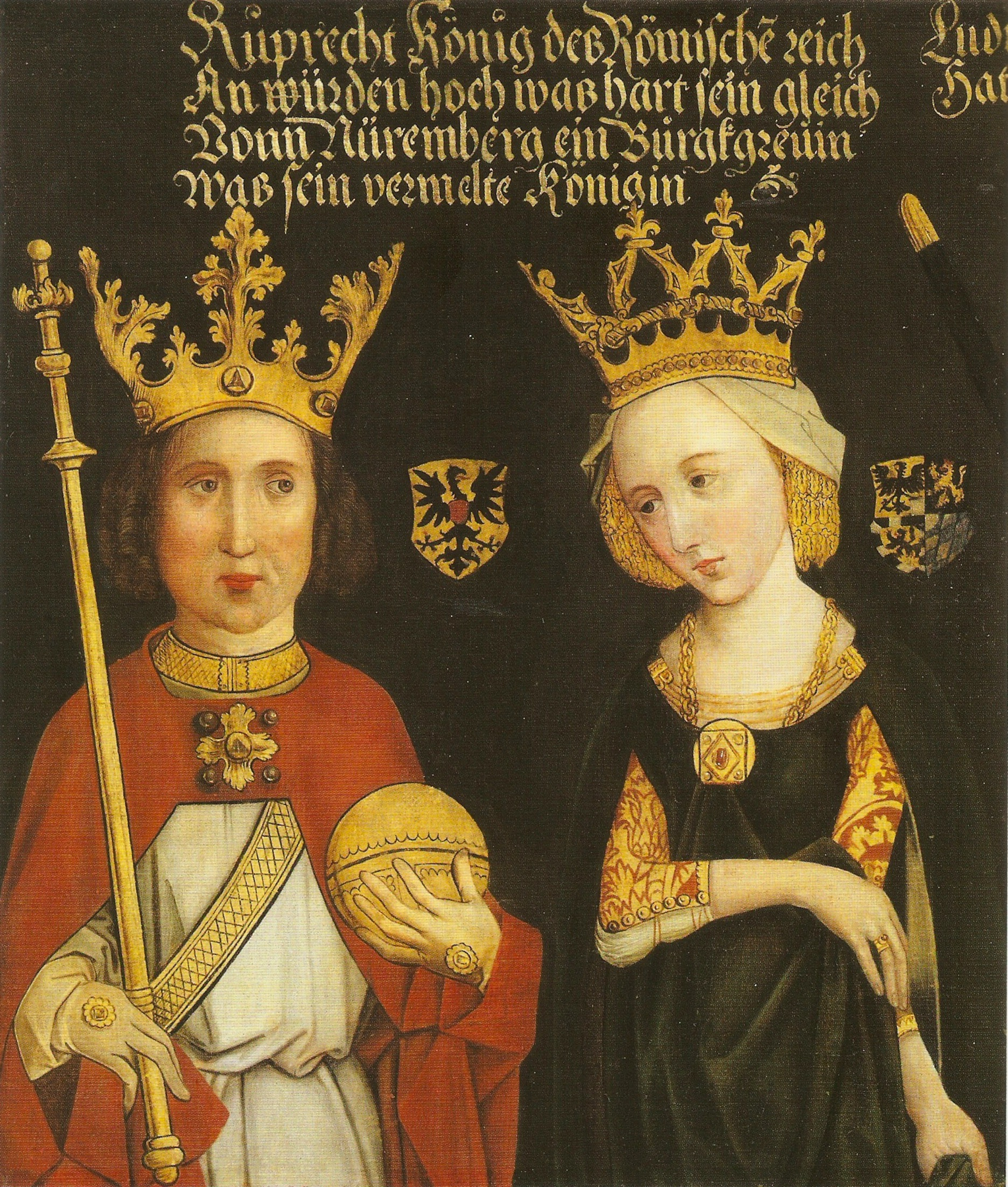
Le roi des Romains Robert Ier et son épouse.

L’élection a eu lieu le 21 août 1400 à Rhens.
L'empereur élu (en fait roi des Romains) est Robert Ier de Wittelsbach, roi des Romains de 1401 à 1410.
Quatre Princes-électeurs :
- Jean II de Nassau, archevêque de Mayence (1396-1419)
- Werner de Falkenstein, archevêque de Trèves (1388-1418)
- Frédéric III de Sarrewerden, archevêque de Cologne (1372-1414)
- Robert Ier de Wittelsbach, comte palatin du Rhin (1398-1410)

Les trois archevêques électeurs et Robert de Wittelsbach se réunissent de nouveau le 20 août 1400 pour démettre Venceslas Ier de Luxembourg de ses fonctions. Le lendemain, Robert de Wittelsbach est élu à l’unanimité comme roi des Romains. Toutefois, les électeurs de Saxe Rodolphe III de Saxe, de Brandebourg Jobst de Luxembourg et de Bohême Venceslas de Luxembourg ne sont cependant pas présents et jamais Venceslas ne reconnaîtra la validité de sa destitution ni l'élection de Robert Ier.

## 15e siècle

### Élections de 1410 (contestées)

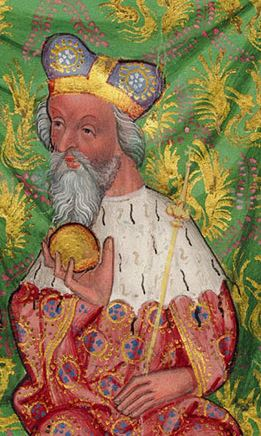
Le roi des Romains Jobst.

Les élections ont lieu le 20 septembre 1410 et le 1er octobre 1410.
Les empereurs élus (en fait rois des Romains) sont Sigismond de Luxembourg, dont l'élection n'est pas reconnue valide, et Jobst de Luxembourg, mais qui meurt 21 juillet 1411, il est donc roi des Romains de 1410 à 1411.
Sept Princes-électeurs :
- Jean II de Nassau, archevêque de Mayence (1396-1419)
- Werner de Falkenstein, archevêque de Trèves (1388-1418)
- Frédéric III de Sarrewerden, archevêque de Cologne (1372-1414)
- Venceslas de Luxembourg, roi de Bohême (1378-1419)
- Louis III de Wittelsbach, comte palatin du Rhin (1410-1436)
- Rodolphe III de Saxe, électeur de Saxe (1388-1419)
- Jobst de Luxembourg, électeur de Brandebourg (1388-1411)

### Élection de 1411
L’élection a lieu le 21 juillet 1411.

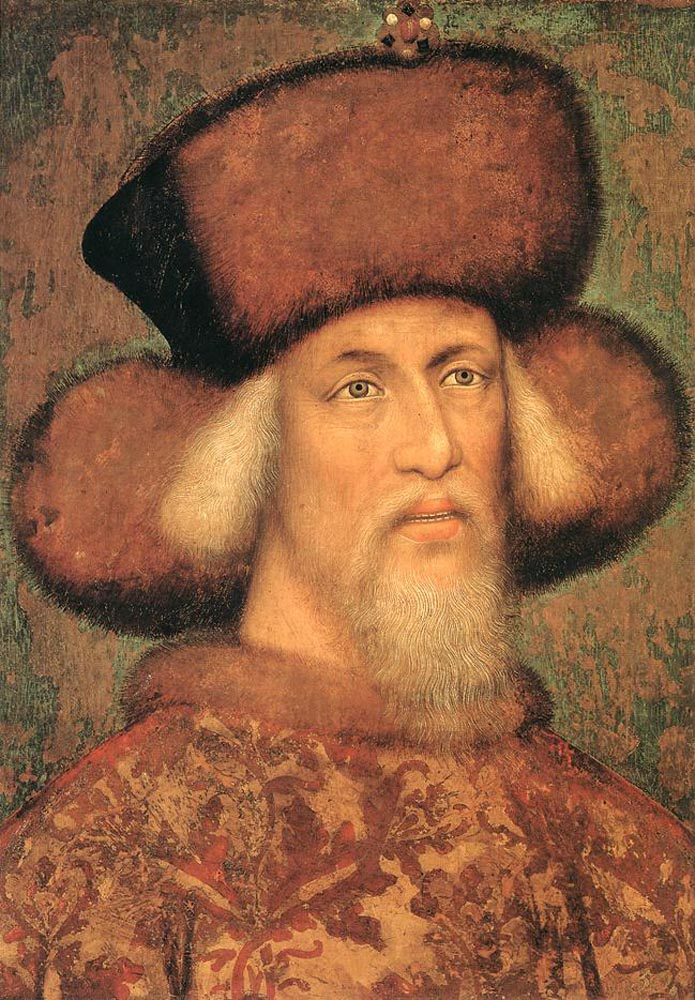
L'empereur Sigismond.

L'empereur élu est Sigismond de Luxembourg (1368-1437), roi des Romains et empereur de 1411 à 1437.
Sept Princes-électeurs :
- Jean II de Nassau, archevêque de Mayence (1396-1419)
- Werner de Falkenstein, archevêque de Trèves (1388-1418)
- Frédéric III de Sarrewerden, archevêque de Cologne (1372-1414)
- Venceslas de Luxembourg, roi de Bohême (1378-1419)
- Louis III de Wittelsbach, comte palatin du Rhin (1410-1436)
- Rodolphe III de Saxe, électeur de Saxe (1388-1419)
- Sigismond de Luxembourg, électeur de Brandebourg (1411-1415) et roi de Hongrie

Après la mort de Jobst de Luxembourg le 18 janvier 1411, il n’y a plus aucun obstacle pour les princes-électeurs pour reconnaître Sigismond de Luxembourg (devenu entre-temps électeur légitime du Brandebourg) comme roi des Romains. Au bout de six mois, une élection officielle a lieu. En reconnaissant cette élection, Sigismond reconnait en même temps tacitement l’invalidité de son élection de 1410.

### Élection de 1438

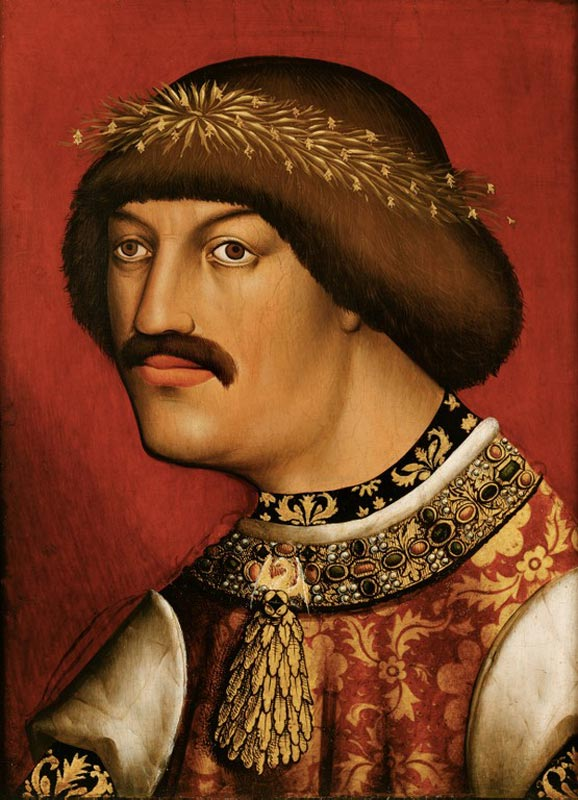
Le roi des Romains Albert II.

L’élection a eu lieu le 18 mars 1438 à Francfort-sur-le-Main.
L'empereur élu (qui restera toutefois officiellement roi des Romains) est Albert II de Habsbourg, roi des Romains de 1438 à 1439.
Six Princes-électeurs :
- Dietrich Schenk von Erbach, archevêque de Mayence (1434-1459)
- Raban de Helmstatt, archevêque de Trèves (1430-1439)
- Thierry II de Moers, archevêque de Cologne (1414-1463)
- Louis IV de Wittelsbach, comte palatin du Rhin (1436-1449)
- Frédéric II de Saxe, électeur de Saxe (1428-1464)
- Frédéric Ier de Hohenzollern, électeur de Brandebourg (1415-1440)

Cette élection est organisée à la suite de la mort de l’empereur Sigismond de Luxembourg le 9 décembre 1437. En 1415, à la mort de Sigismond de Luxembourg, l'électorat de Brandebourg passe à la Maison de Hohenzollern, et le restera jusqu'à la fin de l'empire pour donner entre temps les rois de Prusse puis plus tard les empereurs d'Allemagne.

### Élection de 1440

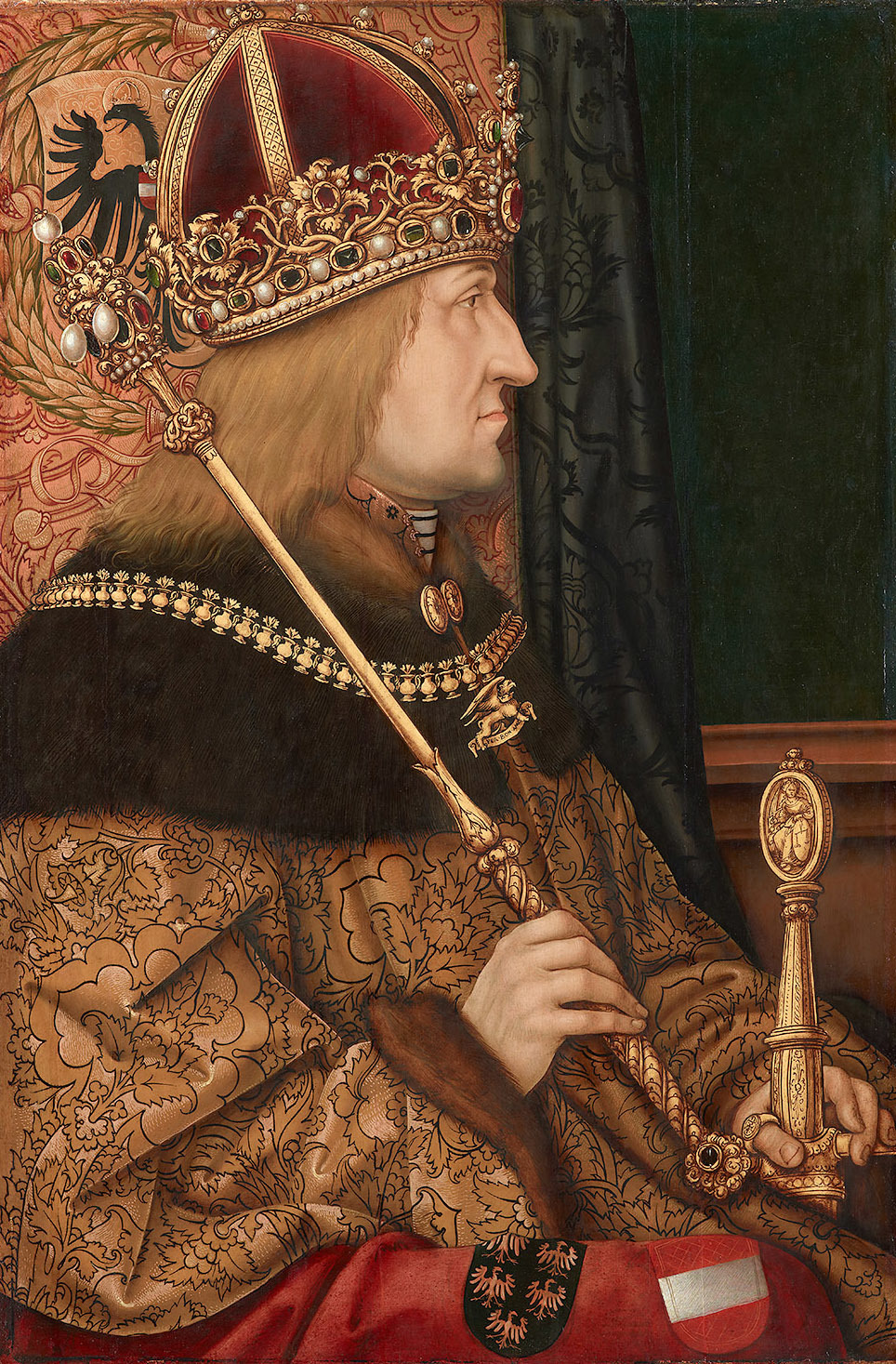
L'empereur Frédéric III.

L’élection a lieu le 2 février 1440 à Francfort-sur-le-Main.
L'empereur élu est Frédéric III de Habsbourg (1415-1493), roi des Romains de 1440 à 1486 et empereur de 1452 à 1493.
Six Princes-électeurs :
- Dietrich Schenk von Erbach, archevêque de Mayence (1434-1459)
- Jacques de Sierck, archevêque de Trèves (1439-1456)
- Thierry II de Moers, archevêque de Cologne (1414-1463)
- Louis IV de Wittelsbach, comte palatin du Rhin (1436-1449)
- Frédéric II de Saxe, électeur de Saxe (1428-1464)
- Frédéric Ier de Hohenzollern, électeur de Brandebourg (1415-1440)

Le septième électeur, l'électeur de Bohême, est absent. En effet, le poste de roi de Bohême est alors vacant lors de cette élection de février 1440, le roi Albert II étant mort quelques semaines avant le 27 octobre 1439. Il laisse derrière lui sa femme enceinte, Élisabeth de Luxembourg. Son enfant Ladislas Ier de Bohême, dit le Posthume, ne naît que le 22 février 1440, quelques jours après l’élection impériale.

### Élection de 1486

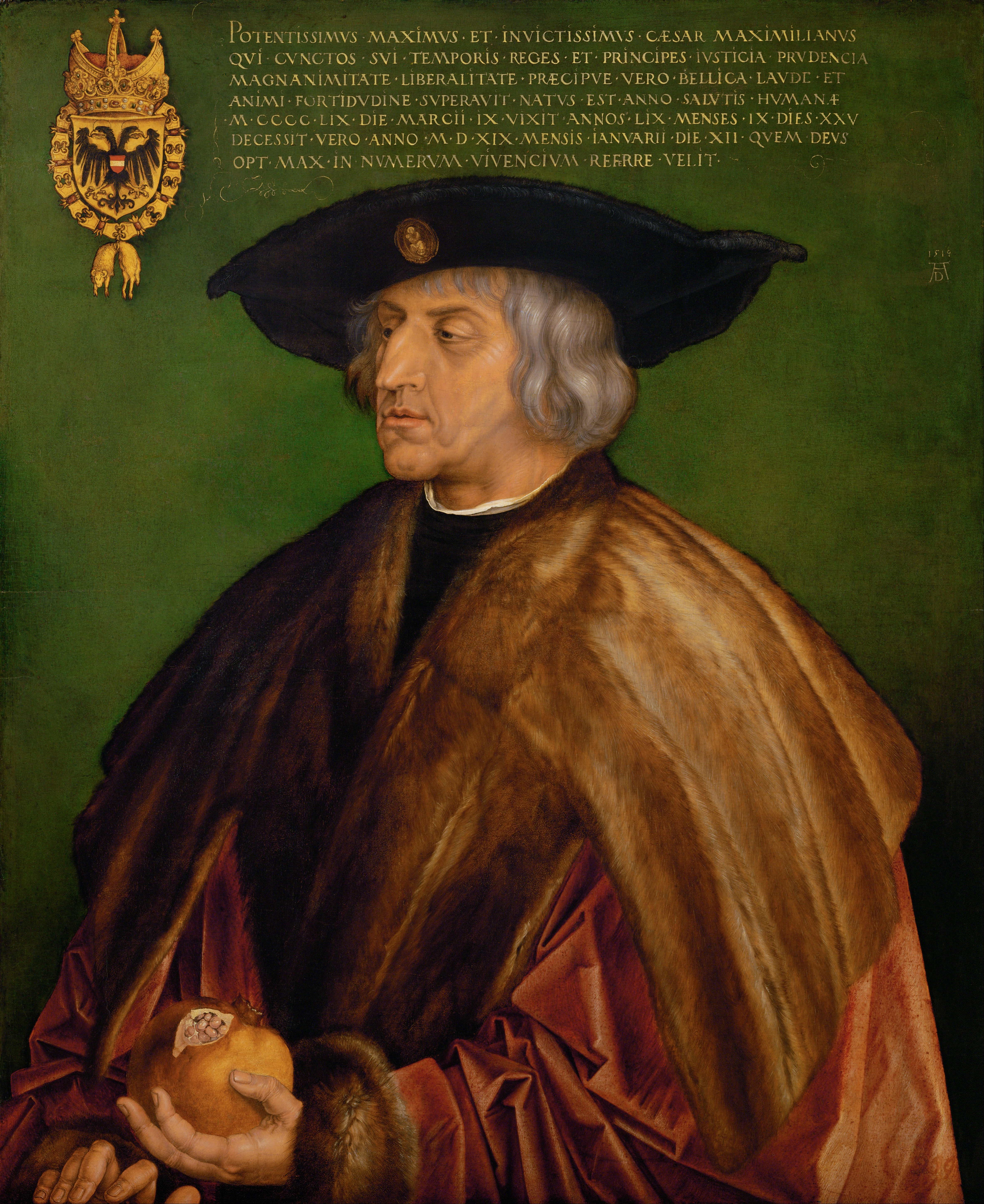
L'empereur Maximilien Ier.

L’élection a lieu le 16 février 1486 dans la cathédrale impériale de Saint-Barthélemy de Francfort-sur-le-Main.
L'empereur élu est Maximilien Ier de Habsbourg (1459-1519), roi des Romains de 1486 à 1519 et empereur de 1508 à 1519.
Sept Princes-électeurs :
- Berthold von Henneberg, archevêque de Mayence (1484-1504)
- Jean II de Bade, archevêque de Trèves (1456-1503)
- Hermann IV de Hesse, archevêque de Cologne (1480-1508)
- Vladislas IV Jagellon, roi de Bohême (1471-1516) puis de Hongrie
- Philippe de Witteslbach, comte palatin du Rhin (1476-1508)
- Ernest de Saxe, électeur de Saxe (1464-1486)
- Albert III Achille de Hohenzollern, électeur de Brandebourg (1470-1486)

Maximilien Ier de Habsbourg, archiduc d’Autriche, est élu roi des Romains et suit son père, l’empereur Frédéric III, sur le trône impérial le 19 août 1493. Maximilien ne pouvant se rendre à Rome pour le couronnement impérial, le pape Jules II lui donne en 1508 le titre de « Electus Romanorum Imperator », ce qui signifie « Empereur romain élu ». C'est pour cela que, même si son règne débute en 1493, Maximilien Ier n'est officiellement empereur qu'en 1508. Cela dit, des élus ultérieurs vont directement s'appeler empereurs et non roi, même sans couronnement pontifical.

## 16e siècle

### Élection de 1519

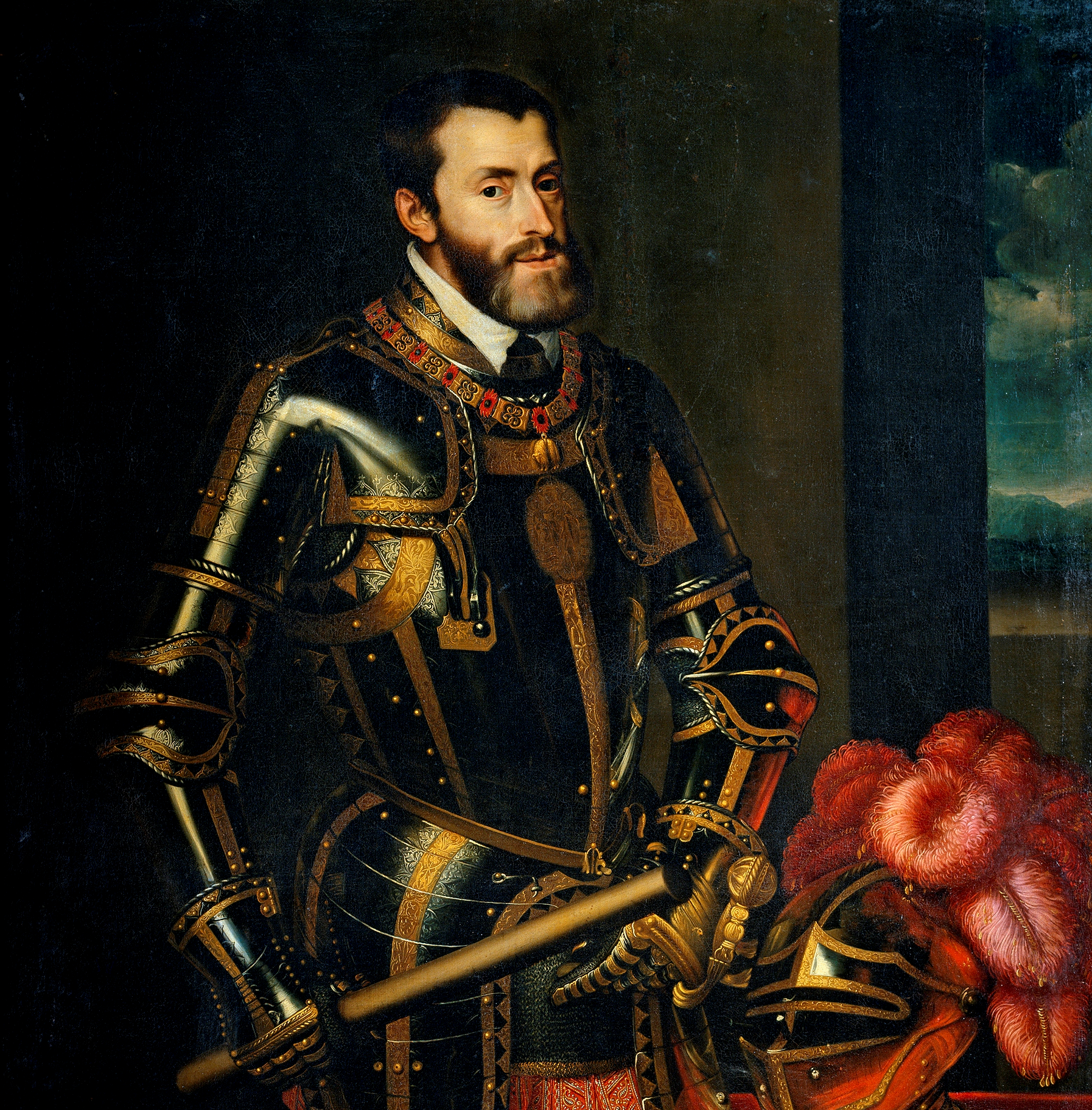
L'empereur Charles Quint (Charles V).

L’élection de 1519 est sans doute une des plus importantes et des plus fameuses élections impériales. Elle a lieu le 28 juin 1519 à Francfort-sur-le-Main et compte comme candidats, en plus de Charles de Habsbourg, le roi de France François Ier et même le roi d'Angleterre Henri VIII.
L'empereur élu est finalement Charles V de Habsbourg (1500-1558), plus connu sous le nom de Charles Quint, roi des Romains de 1519 à 1531 et empereur de 1519 à 1556.
Sept Princes-électeurs :
- Albert de Hohenzollern, archevêque de Mayence (1514-1545)
- Richard von Greiffenklau zu Vollrads, archevêque de Trèves (1511-1531)
- Hermann V de Wied, archevêque de Cologne (1515-1546)
- Louis II Jagellon, roi de Bohême (1516-1526) et roi de Hongrie
- Louis V de Wittelsbach, comte palatin du Rhin (1508-1544)
- Frédéric III de Saxe, électeur de Saxe (1486-1525)
- Joachim Ier Nestor de Hohenzollern, électeur de Brandebourg (1499-1535)

Ces élections impériales de 1519, qui ont lieu après la mort de l'empereur Maximilien Ier de Habsbourg le 12 janvier 1519, sont controversées. Après son élection, Charles Quint se fait couronner roi des Romains le 26 octobre 1520 à Aix-la-Chapelle puis une seconde à fois le 24 février 1530 à Bologne par le pape Clément VII.

### Élection de 1531
L’élection a lieu le 5 janvier 1531 à Cologne.

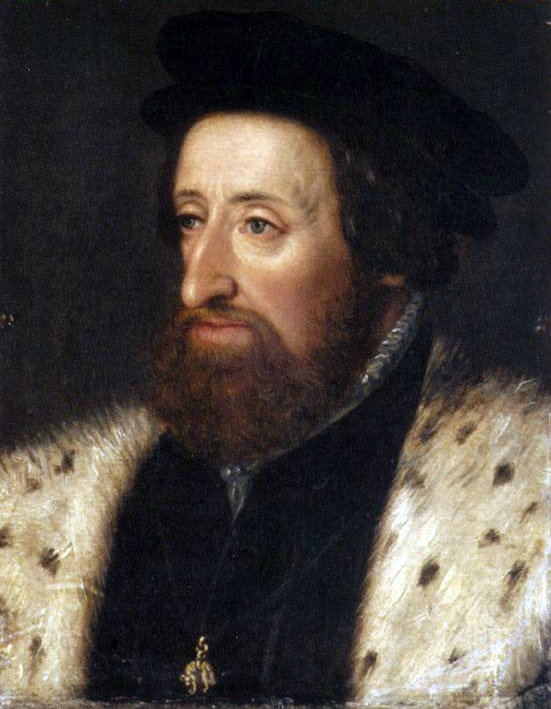
L'empereur Ferdinand Ier.

L'empereur élu est Ferdinand Ier de Habsbourg (1503-1564), roi des Romains de 1531 à 1558 et empereur de 1556 à 1564.
Sept Princes-électeurs :
- Albert de Hohenzollern, archevêque de Mayence (1514-1545)
- Richard von Greiffenklau zu Vollrads, archevêque de Trèves (1511-1531)
- Hermann V de Wied, archevêque de Cologne (1515-1546)
- Ferdinand de Habsbourg, roi de Bohême (1526-1564) et de Hongrie
- Louis V de Wittelsbach, comte palatin du Rhin (1508-1544)
- Jean Ier de Saxe, électeur de Saxe (1525-1532)
- Joachim Ier Nestor de Hohenzollern, électeur de Brandebourg (1499-1535)

Bien qu'étant élu dès 1531, Ferdinand Ier doit attendre plus de 25 ans pour être véritablement empereur, au moment de l'abdication de son frère Charles Quint. Cette période est marquée par les vives tensions liées à la réforme protestante. Elle marque aussi la division de la famille des Habsbourg en deux branches principales : la branche aînée dite « les Habsbourg d'Espagne », avec le fils de Charles Quint Philippe II, qui obtient le trône espagnol, et la branche cadette dite « les Habsbourg d'Autriche », avec le frère de Charles Quint Ferdinand Ier, qui obtient le trône impérial. La branche espagnole des Habsbourg s'éteint en 1700 avec la mort du roi Charles II d'Espagne tandis que la branche autrichienne des Habsbourg s'éteint en 1740 avec la mort de l'empereur Charles VI.

### Élection de 1562

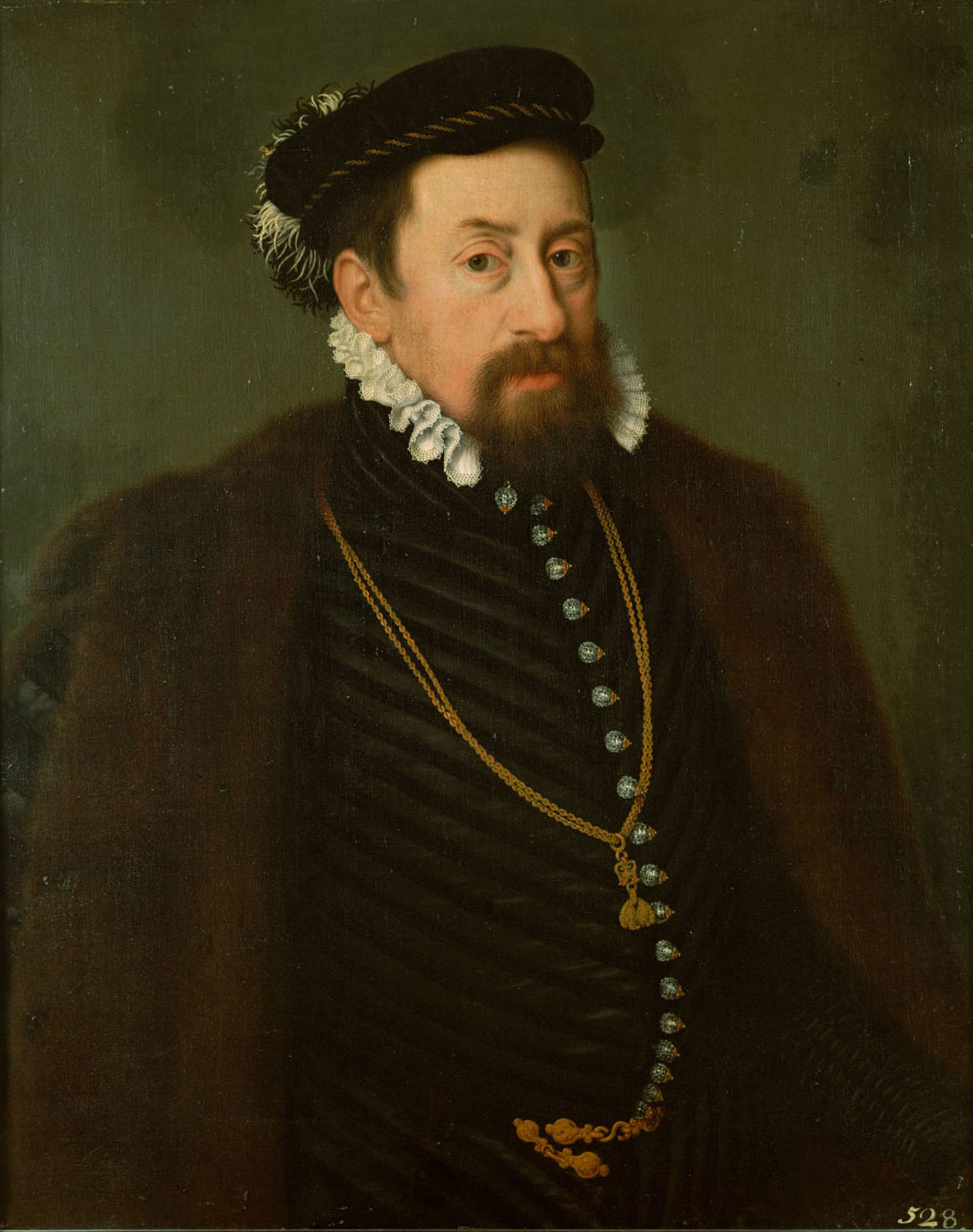
L'empereur Maximilien II.

L’élection a lieu le 24 novembre 1562 à Francfort-sur-le-Main. Le couronnement a également lieu, et pour la première fois, à Francfort, et non pas comme traditionnellement à Aix-la-Chapelle, le 30 novembre 1562.
L'empereur élu est Maximilien II de Habsbourg (1527-1576), roi des Romains de 1562 à 1564 et empereur de 1564 à 1576.
Sept Princes-électeurs :
- Daniel Brendel von Hombourg, archevêque de Mayence (1555-1582)
- Jean VI de Leyen, archevêque de Trèves (1556-1567)
- Frédéric IV de Wied, archevêque de Cologne (1562-1567)
- Ferdinand de Habsbourg, roi de Bohême (1526-1564), empereur et roi de Hongrie
- Frédéric III de Wittelsbach, comte palatin du Rhin (1559-1576)
- Auguste Ier de Saxe, électeur de Saxe (1553-1586)
- Joachim II Hector de Hohenzollern, électeur de Brandebourg (1535-1571)

Cette élection a lieu du vivant de l’empereur Ferdinand Ier. Maximilien est élu roi des Romains et devient empereur deux ans plus tard, le 25 juillet 1564 à la mort de Ferdinand Ier.

### Élection de 1575
L’élection a lieu le 27 octobre 1575 à Ratisbonne.

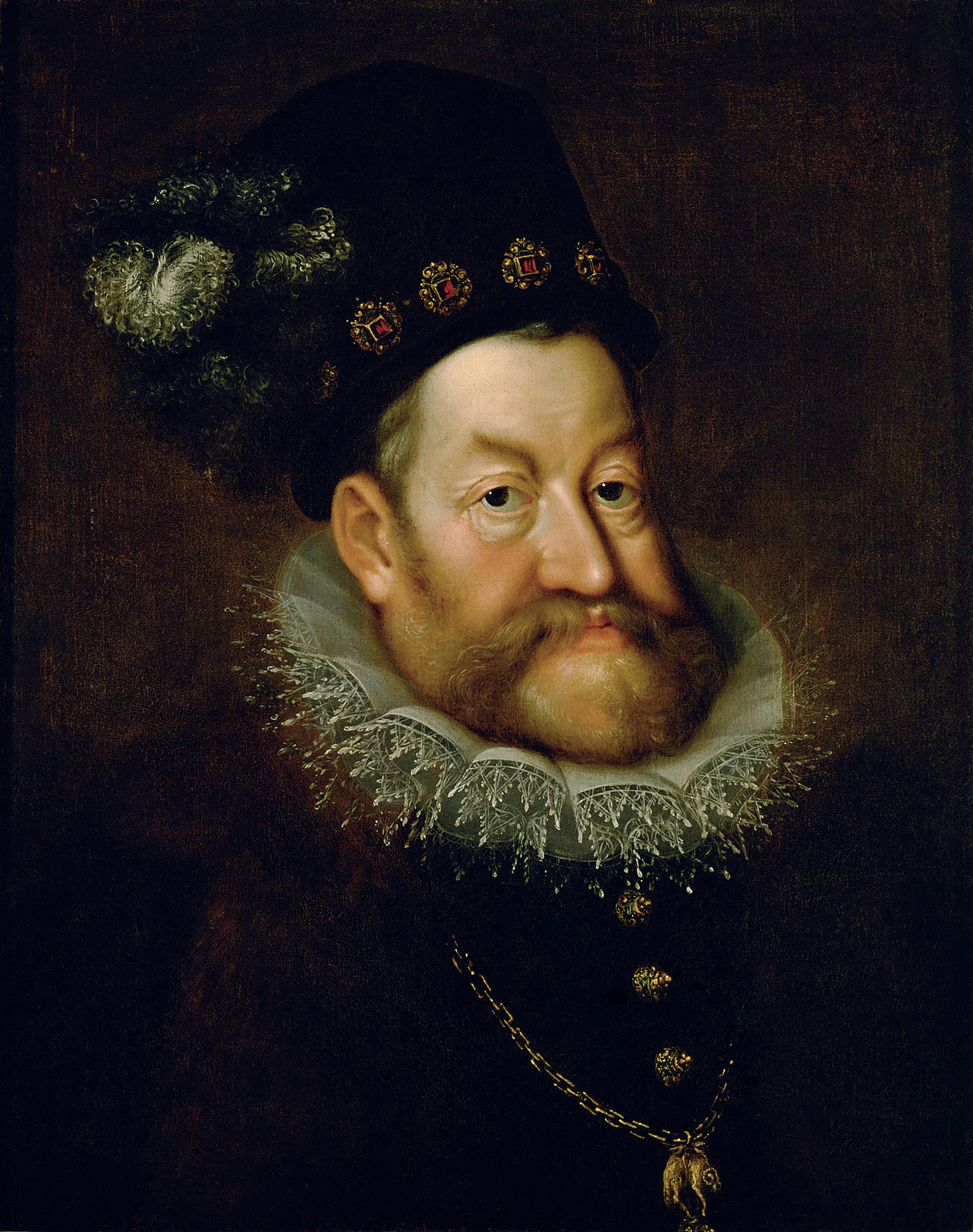
L'empereur Rodolphe II.

L'empereur élu est Rodolphe II de Habsbourg (1552-1612), roi des Romains de 1575 à 1576 et empereur de 1576 à 1612.
Sept Princes-électeurs :
- Daniel Brendel von Hombourg, archevêque de Mayence (1555-1582)
- Jacques III d'Eltz, archevêque de Trèves (1567-1581)
- Salentin IX d'Isembourg-Grenzau, archevêque de Cologne (1567-1577)
- Maximilien II de Habsbourg, roi de Bohême (1564-1576), empereur et roi de Hongrie
- Frédéric III de Wittelsbach, comte palatin du Rhin (1559-1576)
- Auguste Ier de Saxe, électeur de Saxe (1553-1586)
- Jean II Georges de Hohenzollern, électeur de Brandebourg (1571-1598)

Rodolphe II est élu Roi des Romains du vivant de son père Maximilien II. Lorsque Maximilien meurt le 12 octobre 1576, Rodolphe II devient alors empereur.

## 17e siècle

### Élection de 1612

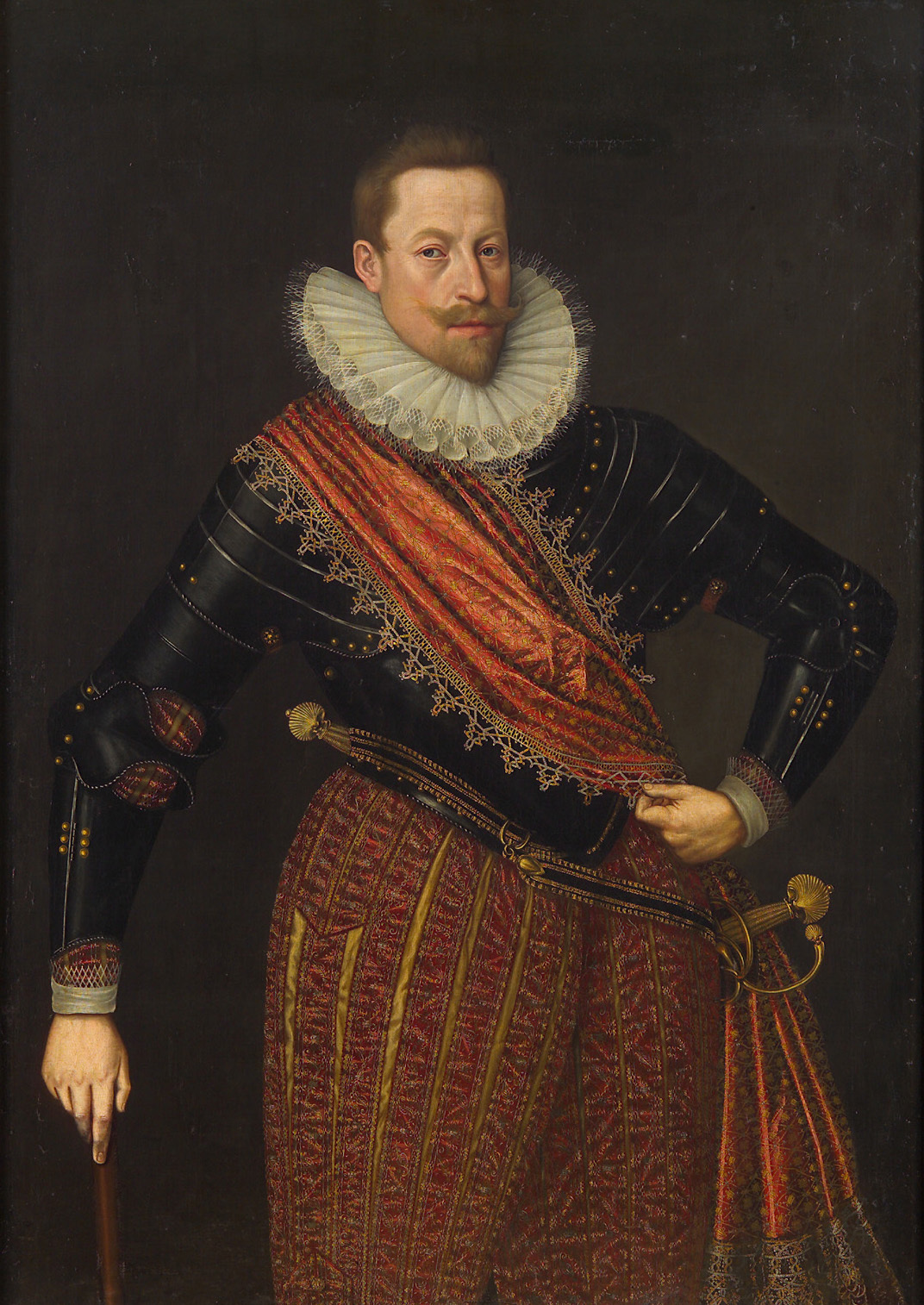
L'empereur Matthias Ier.

L’élection a eu lieu le 13 juin 1612 à Francfort-sur-le-Main suivie du couronnement au même endroit le 24 juin 1612.
L'empereur élu est Matthias Ier de Habsbourg (1557-1619), empereur de 1612 à 1619.
Sept Princes-électeurs :
- Johann Schweikhard von Kronberg, archevêque de Mayence (1604-1626)
- Lothaire de Metternich, archevêque de Trèves (1599-1623)
- Ferdinand de Wittelsbach, archevêque de Cologne (1612-1650)
- Matthias, roi de Bohême (1611-1618) et roi de Hongrie
- Frédéric V de Witteslbach, comte palatin du Rhin (1610-1623)
- Jean-Georges Ier de Saxe, électeur de Saxe (1611-1656)
- Jean III Sigismond de Hohenzollern, électeur de Brandebourg (1608-1619)

L’élection a lieu quelques mois après la mort de l’empereur Rodolphe II le 20 janvier 1612.

### Élection de 1619

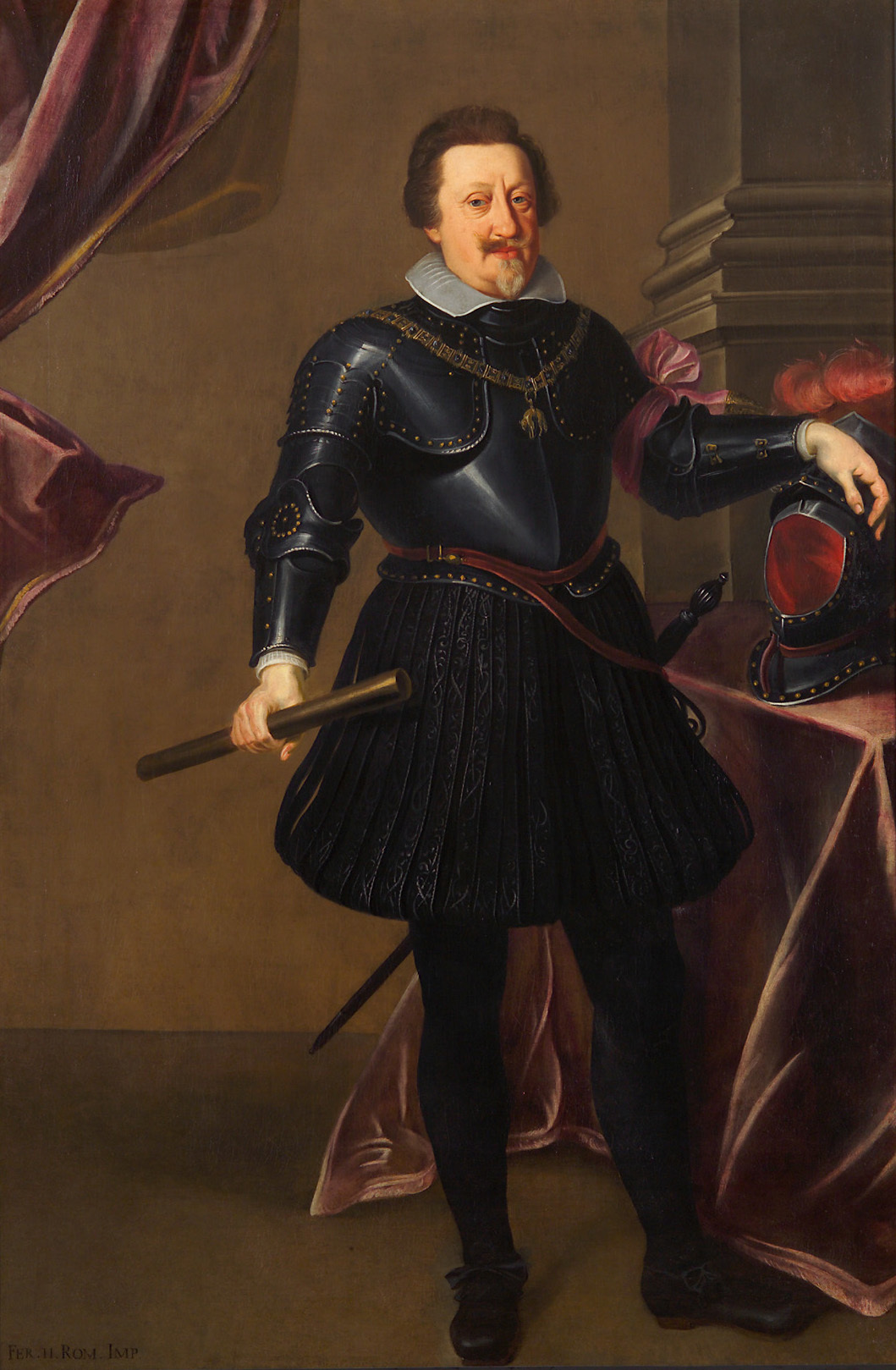
L'empereur Ferdinand II.

L’élection a eu lieu le 28 août 1619 à Francfort-sur-le-Main, suivie du couronnement dans la même ville le 9 septembre 1619.
L'empereur élu est Ferdinand II de Habsbourg (1578-1637), empereur de 1619 à 1637.
Sept Princes-électeurs :
- Johann Schweikhard von Kronberg, archevêque de Mayence (1604-1626)
- Lothaire de Metternich, archevêque de Trèves (1599-1623)
- Ferdinand de Wittelsbach, archevêque de Cologne (1612-1650)
- Ferdinand II de Habsbourg, roi de Bohême (1618-1637) et roi de Hongrie
- Frédéric V de Witteslbach, comte palatin du Rhin (1610-1623)
- Jean-Georges Ier de Saxe, électeur de Saxe (1611-1656)
- Jean III Sigismond de Hohenzollern, électeur de Brandebourg (1608-1619)

Sauf le roi de Bohème qui est lui-même élu empereur, les princes-électeurs sont les mêmes en 1619 qu'en 1612. Cette élection fait suite à la mort de l'empereur Matthias Ier le 20 mars 1619 et correspond au début de la Guerre de Trente Ans.

### Élection de 1636
L’élection a lieu le 22 décembre 1636 à Ratisbonne.

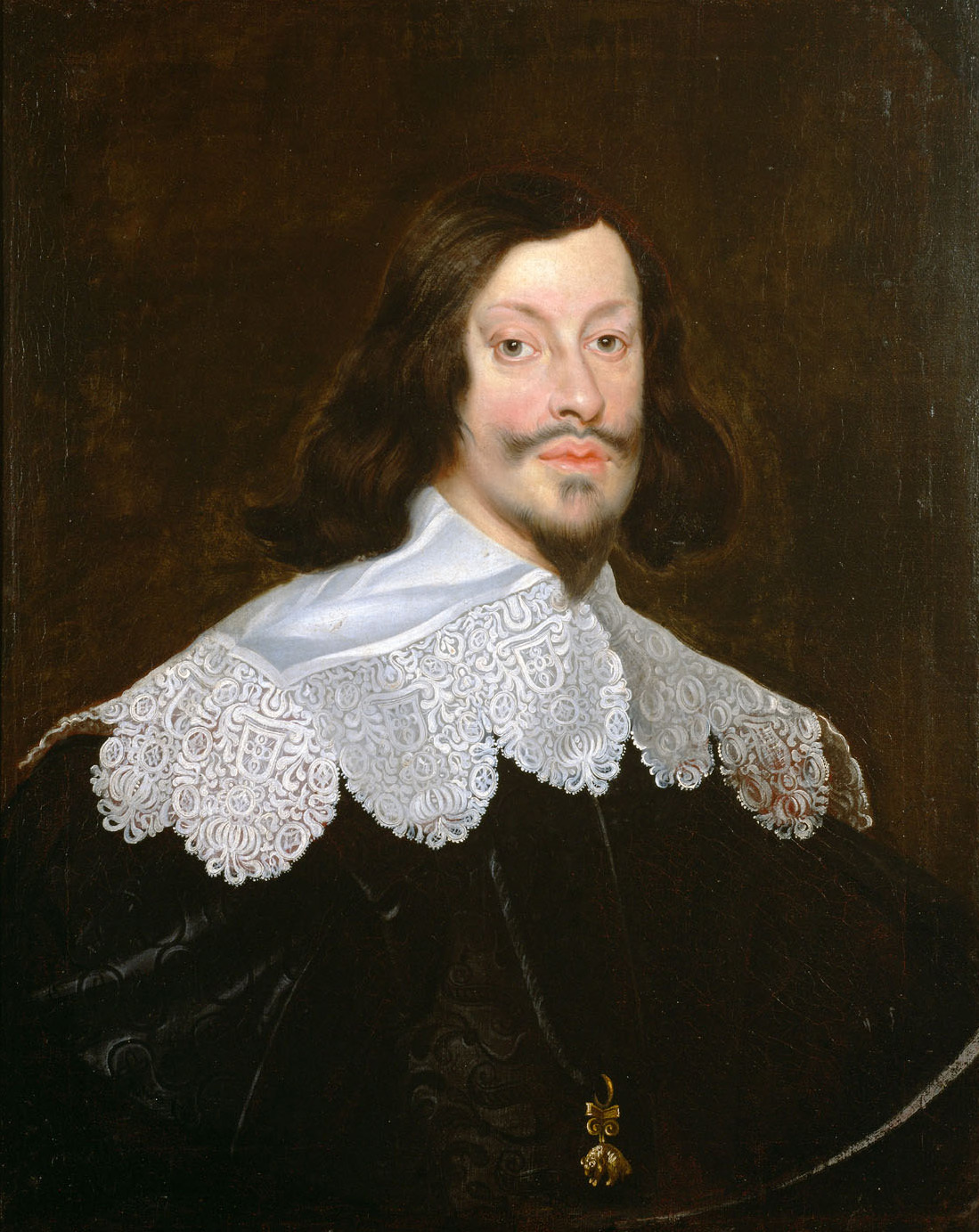
L'empereur Ferdinand III.

L'empereur élu est Ferdinand III de Habsbourg (1608-1657), empereur de 1637 à 1657.
Sept Princes-électeurs :
- Anselm Casimir Wambolt von Umstadt, Électeur et archevêque de Mayence (1629-1647)
- Philipp Christoph von Sötern, Électeur et Archevêque de Trèves (1623-1652)
- Ferdinand de Wittelsbach, archevêque de Cologne (1612-1650)
- Ferdinand III de Habsbourg, roi titulaire de Bohême (1627-1646) et roi de Hongrie
- Maximilien Ier de Wittelsbach, électeur palatin (1623-1648) puis de Bavière (1648-1651)
- Jean-Georges Ier de Saxe, électeur de Saxe (1611-1656)
- Georges-Guillaume Ier de Hohenzollern, électeur de Brandebourg (1619-1640)

Cette élection a eu lieu pendant la Guerre de Trente Ans et du vivant de l'empereur Ferdinand II. C'est donc son fils Ferdinand III, devenu roi de Bohême dès 1627, qui est élu roi des Romains et devient empereur à la mort de son père, moins de trois mois plus tard, le 15 février 1637.
En 1621, Frédéric V de Witteslbach, comte palatin du Rhin et électeur, est démis de sa dignité électorale et de ses biens, au profit d'un de ses parents éloignés, le duc de Bavière Maximilien Ier de Wittelsbach. Sur le plan religieux, comme la Bavière est catholique, le collège électoral est dorénavant composé de cinq catholiques et de deux luthériens.

### Élection de 1653
L’élection a lieu le 31 mai 1653 à Augsbourg.

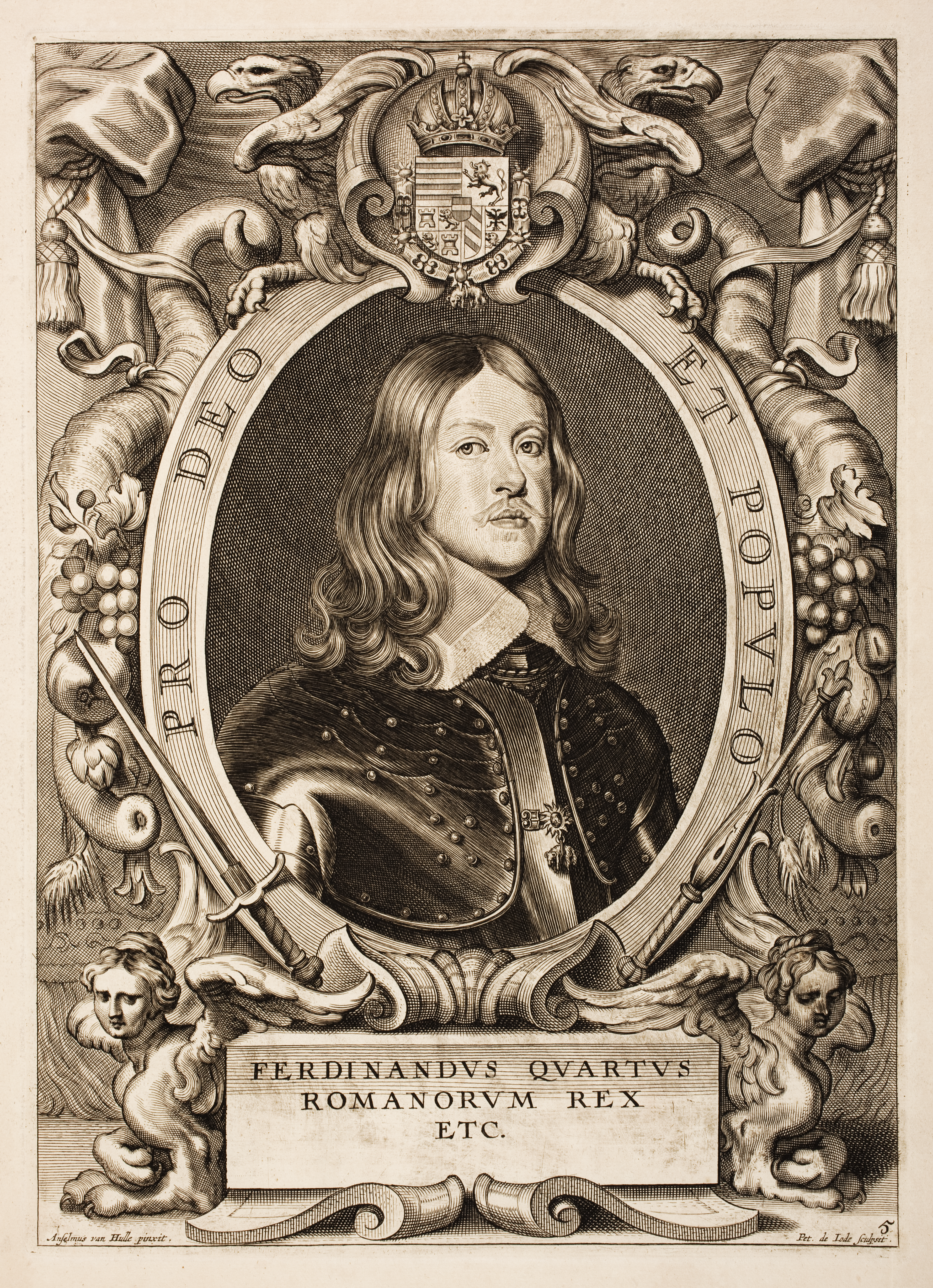
Le roi des Romains Ferdinand IV.

Le roi des Romains élu est Ferdinand IV de Habsbourg (1633-1654), roi des Romains de 1653 à 1654.
Huit princes-électeurs (dont l'électeur de Bohême qui s'abstient) :
- Jean-Philippe de Schönborn, archevêque de Mayence (1647-1673)
- Charles-Gaspard von der Leyen, archevêque de Trèves (1652-1676)
- Maximilien-Henri de Wittelsbach, archevêque de Cologne (1650-1688)
- Ferdinand-Marie de Wittelsbach, électeur de Bavière (1651-1679)
- Jean-Georges Ier de Saxe, électeur de Saxe (1611-1656)
- Frédéric-Guillaume Ier de Hohenzollern, dit « le Grande Électeur », électeur de Brandebourg (1640-1688)
- Charles Ier Louis de Wittelsbach, comte palatin du Rhin (1648-1680)
- Ferdinand IV de Habsbourg, roi titulaire de Bohême (1646-1654) et de Hongrie

L’élection de Ferdinand comme roi romain visait à assurer la succession automatique de l’empereur Ferdinand III. Mais Ferdinand est mort de la variole un an après son élection, le 9 juillet 1654.
Cette élection fut la première après la fin de la guerre de Trente Ans. Grâce à la paix de Westphalie, le comte palatin du Rhin avait reçu une nouvelle dignité électorale. Cependant, le duc de Bavière conserva la dignité qu’il occupait depuis 1623 sous le titre de « Kurfürst von Bayern ». Il y avait donc huit électeur. Pour écarter la possibilité d’égalités, le roi de Bohême (qui avait de toute façon les meilleures chances de remporter les futures élections) a accepté de s’abstenir lors de l’élection de celui-ci, tout en conservant sa dignité courante.
Le collège des électeurs était maintenant composé de cinq catholiques (quatre, si on enlève la Bohème), de deux luthériens (Brandebourg et Saxe) et d’un calviniste (le Palatinat). Après la guerre de Trente Ans, les différences religieuses ont joué un rôle de moins en moins important dans la politique de l’Empire.

### Élection de 1658

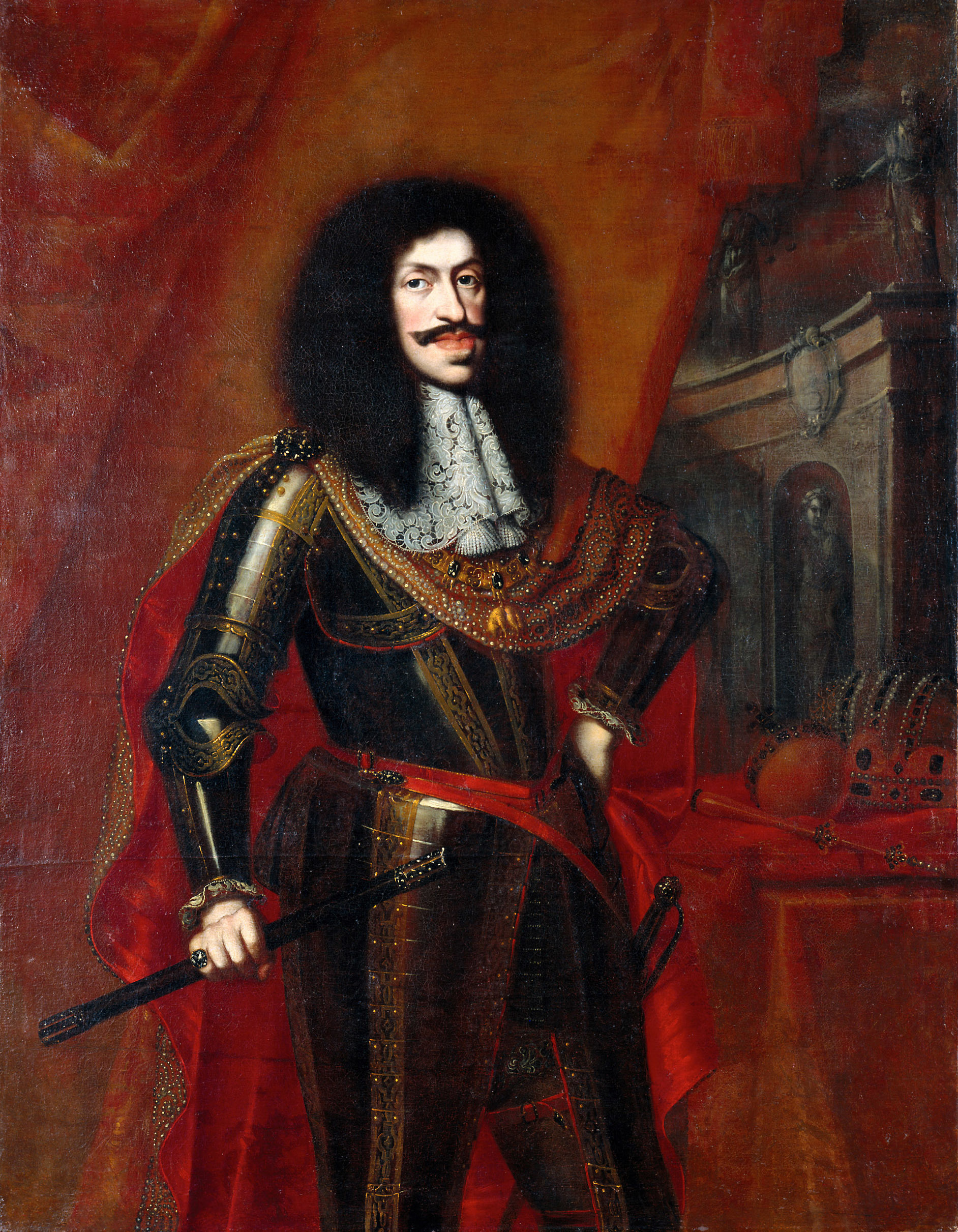
L'empereur Léopold Ier.

L’élection a lieu le 18 juillet 1658 à Francfort-sur-le-Main, suivie du couronnement le 1er août 1658 dans la même ville.
L'empereur élu est Léopold Ier de Habsbourg (1640-1705), empereur de 1658 à 1705.
Huit Princes-électeurs (dont l'électeur de Bohême qui s'abstient) :
- Jean-Philippe de Schönborn, archevêque de Mayence (1647-1673)
- Charles-Gaspard von der Leyen, archevêque de Trèves (1652-1676)
- Maximilien-Henri de Wittelsbach, archevêque de Cologne (1650-1688)
- Ferdinand-Marie de Wittelsbach, électeur de Bavière (1651-1679)
- Jean-Georges II de Saxe, électeur de Saxe (1656-1680)
- Frédéric-Guillaume Ier de Hohenzollern, dit « le Grande Électeur », électeur de Brandebourg (1640-1688)
- Charles Ier Louis de Wittelsbach, comte palatin du Rhin (1648-1680)
- Léopold Ier de Habsbourg, roi de Bohême (1656-1705) et de Hongrie

Cette élection a lieu après la mort de l’empereur Ferdinand III de Habsbourg le 2 avril 1657.

### Élection de 1690
L’élection a lieu le 23 janvier 1690 à Augsbourg.

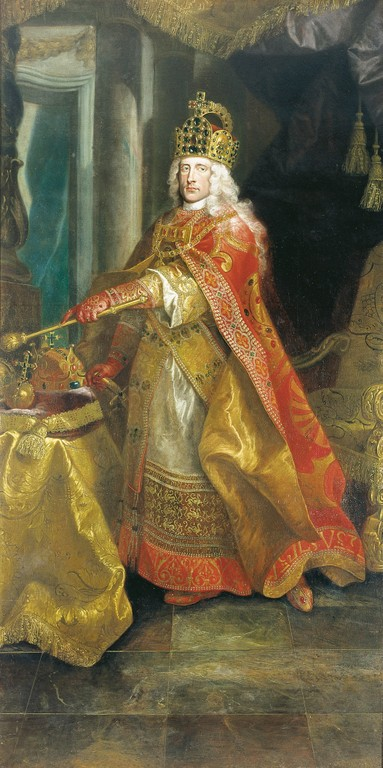
L'empereur Joseph Ier.

L'empereur élu est Joseph Ier de Habsbourg (1678-1711), roi des Romains de 1690 à 1711 et empereur de 1705 à 1711.
Huit Princes-électeurs (dont l'électeur de Bohême qui s'abstient) :
- Anselm Franz von Ingelheim, archevêque de Mayence (1679-1695)
- Johann Hugo von Orsbeck, archevêque de Trèves (1676-1711)
- Joseph-Clément de Wittelsbach, archevêque de Cologne (1688-1723)
- Maximilien-Emmanuel de Wittelsbach, électeur de Bavière (1679-1726)
- Jean-Georges III de Saxe, électeur de Saxe (1680-1691)
- Frédéric III de Hohenzollern, électeur de Brandebourg (1688-1713)
- Philippe-Guillaume de Wittelsbach, comte palatin du Rhin (1685-1690)
- Léopold Ier de Habsbourg, roi de Bohême (1656-1705) et de Hongrie et empereur

Cette élection a lieu du vivant de Léopold Ier et pendant la Guerre de Succession du Palatinat, dite aussi Guerre de la Ligue d'Augsbourg. Joseph Ier de Habsbourg, fils et héritier de Léopold, est d'abord couronné roi des Romains et doit se contenter de ce titre pendant quinze ans, jusqu’à ce qu’il devienne empereur à la mort de son père le 5 mai 1705.
En 1685, Philippe-Guillaume de Wittelsbach, de la lignée catholique du Palatinat-Neubourg, avait hérité du Palatinat, ce qui fait passer à six voix catholiques le collège des princes-électeurs.

## 18e siècle

### Élection de 1711

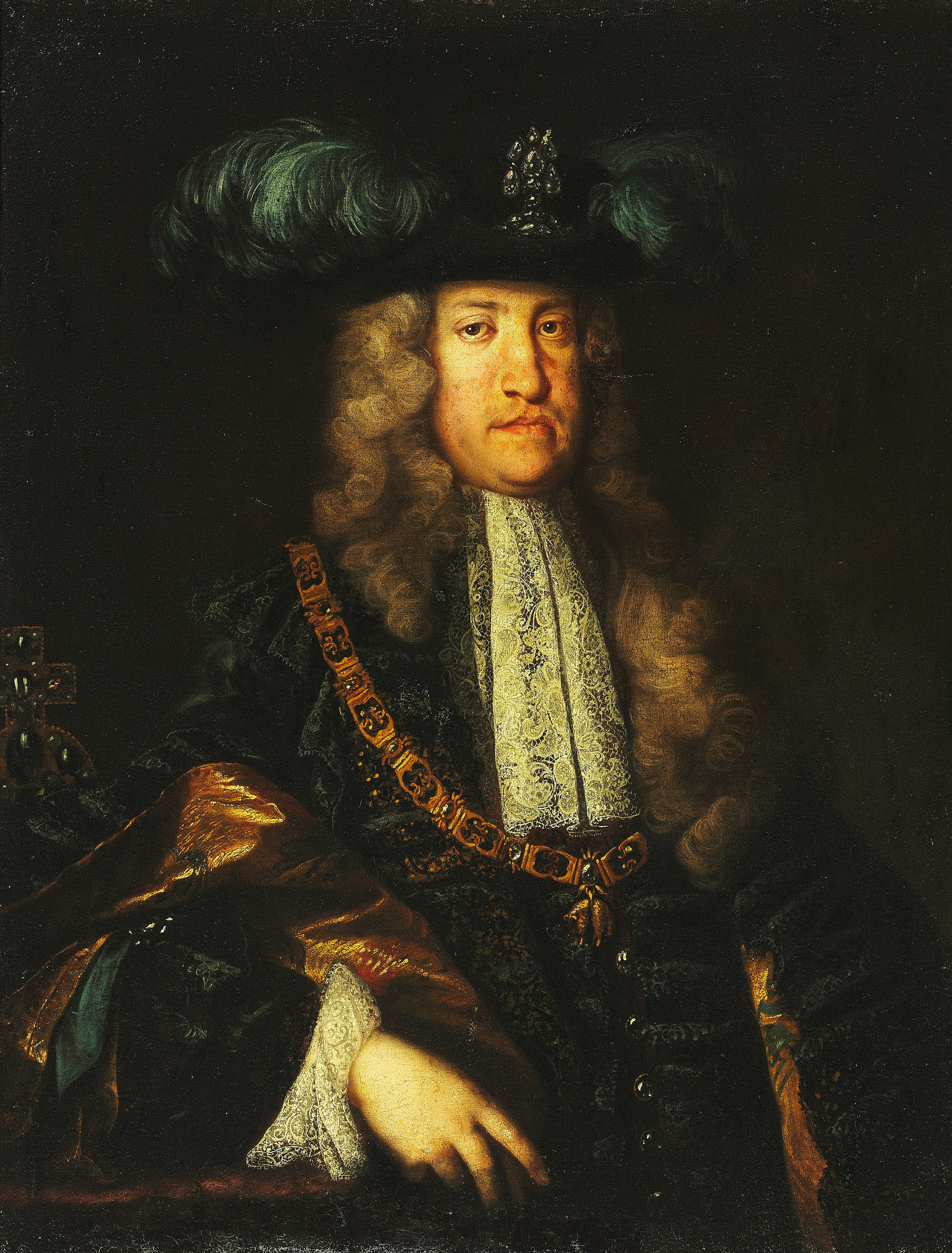
L'empereur Charles VI.

L’élection a eu lieu le 12 octobre 1711 à Francfort-sur-le-Main et le couronnement dans la même ville le 22 décembre 1711.
L'empereur élu est Charles VI de Habsbourg (1685-1740), empereur de 1711 à 1740.
Sept Princes-électeurs :
- Lothar Franz von Schönborn, archevêque de Mayence (1694-1729)
- Charles-Joseph de Lorraine, archevêque de Trèves (1711-1715)
- Charles VI de Habsbourg, roi de Bohême (1711-1740) et de Hongrie, candidat au trône d’Espagne
- Jean Guillaume de Wittelsbach, comte palatin du Rhin (1690-1716)
- Frédéric-Auguste Ier de Saxe, électeur de Saxe (1694-1733) et également roi de Pologne
- Frédéric Ier de Hohenzollern, électeur de Brandebourg (1688-1713) et roi de Prusse (1701-1713)
- Georg Ier de Hanovre, électeur de Hannovre (1698-1727)

Cette élection a lieu après la mort de l’empereur Joseph Ier le 17 avril 1711 pendant la Guerre de Succession d'Espagne.

### Élection de 1742

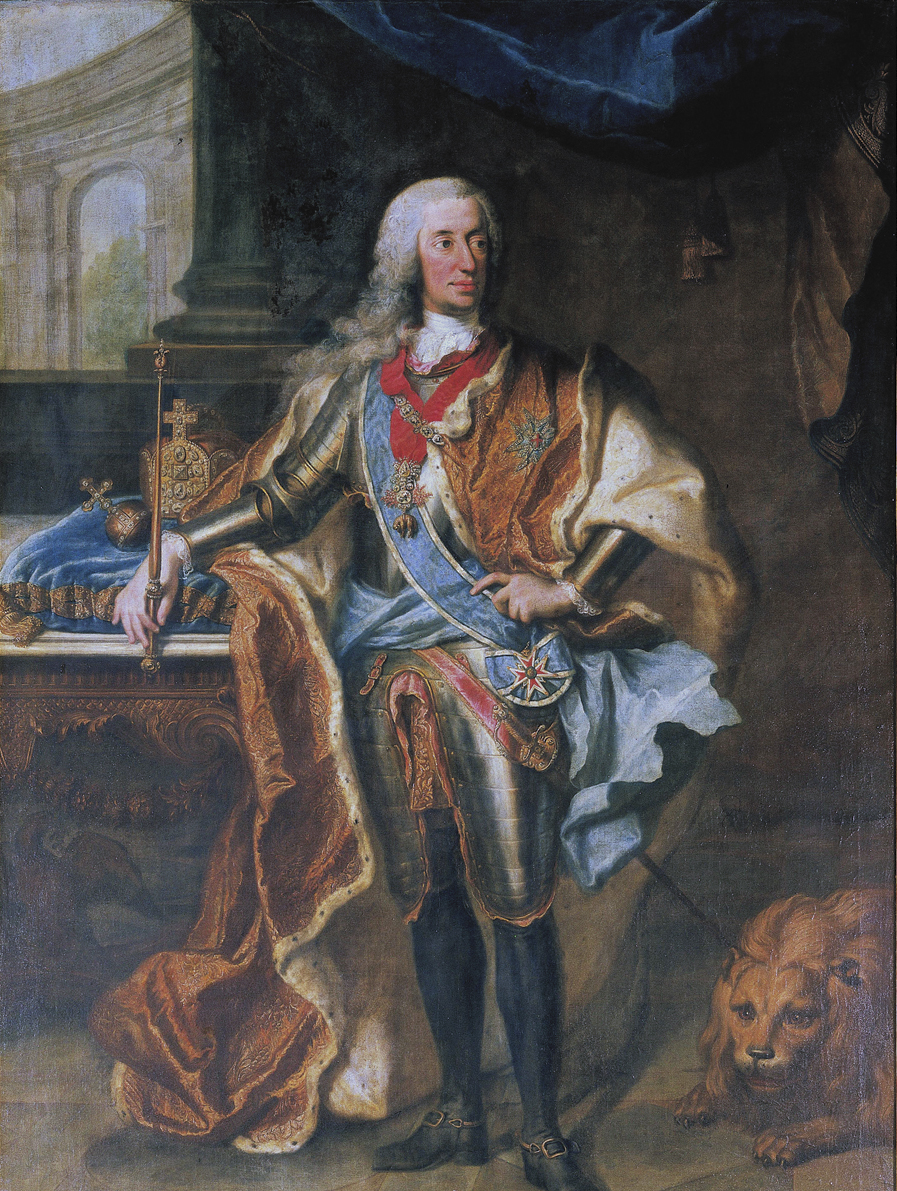
L'empereur Charles VII.

L’élection a eu lieu le 24 janvier 1742 à Francfort-sur-le-Main et le couronnement suit dans la même ville le 12 février 1742.
L'empereur élu est Charles VII de Wittelsbach (1697-1745), empereur de 1742 à 1745.
Huit Princes-électeurs :
- Philipp Karl von Eltz, archevêque de Mayence (1732-1743)
- François-Georges de Schönborn, archevêque de Trèves (1729-1756)
- Clément-Auguste de Wittelsbach, archevêque de Cologne (1723-1761)
- Charles VII de Wittelsbach, roi de Bohême (1741-1743) et électeur de Bavière (1726-1745)
- Frédéric-Auguste II de Saxe, électeur de Saxe (1733-1763) et également roi de Pologne
- Frédéric II de Hohenzollern, électeur de Brandebourg (1740-1786) et roi de Prusse
- Charles III Philippe de Wittelsbach, comte palatin du Rhin (1716-1742)
- Georges II de Hanovre, électeur de Hanovre (1727-1760) et également roi de Grande-Bretagne

Cette élection a eu lieu pendant la Guerre de Succession d'Autriche. Pour la première fois depuis plus de trois-cents ans, l'empereur n'appartient pas à la famille des Habsbourg, la lignée masculine étant de toutes façons dorénavant éteinte depuis la mort de l'empereur Charles VI en 1740.

### Élection de 1745

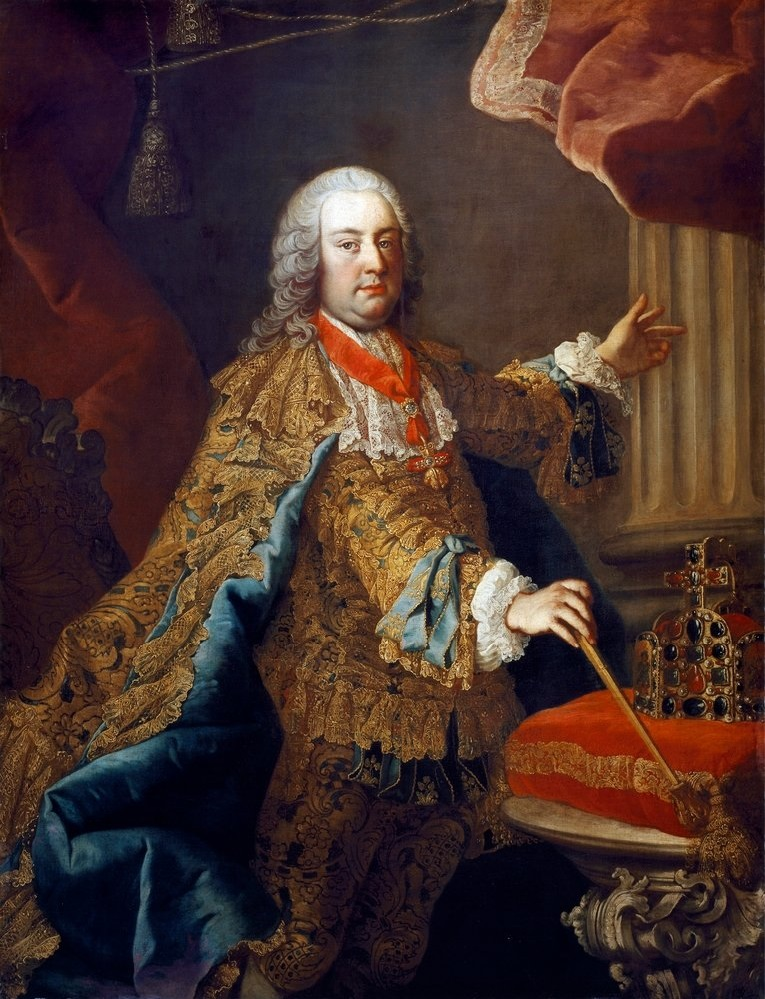
L'empereur François Ier.

L’élection a lieu le 13 septembre 1745 à Francfort-sur-le-Main et le couronnement le 4 octobre 1745 au même lieu.
L'empereur élu est François Ier de Lorraine (1708-1765), empereur de 1745 à 1765, époux de Marie-Thérèse de Habsbourg, fille de l'Empereur Charles VI.
Neuf Princes-électeurs :
- Jean-Frédéric-Charles d'Ostein, archevêque de Mayence (1743-1763)
- François-Georges de Schönborn, archevêque de Trèves (1729-1756)
- Clément-Auguste de Wittelsbach, archevêque de Cologne (1723-1761)
- Marie-Thérèse de Habsbourg, reine de Bohême (1743-1780) et de Hongrie
- Maximilien III Joseph de Wittelsbach, électeur de Bavière (1745-1777)
- Frédéric-Auguste II de Saxe, électeur de Saxe (1733-1763) et également roi de Pologne
- Frédéric II de Hohenzollern, électeur de Brandebourg (1740-1786) et roi de Prusse
- Charles-Théodore de Wittelsbach, comte palatin du Rhin (1742-1799)
- Georges II de Hanovre, électeur de Hanovre (1727-1760) et également roi de Grande-Bretagne

### Élection de 1764

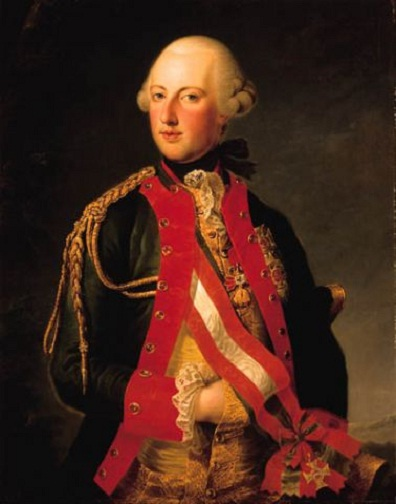
L'empereur Joseph II.

L’élection a lieu le 27 mars 1764 à Francfort-sur-le-Main, et le couronnement dans le même lieu le 3 avril 1764.
L'empereur élu est Joseph II de Habsbourg-Lorraine (1741-1790), roi des Romains de 1764 à 1790 et empereur de 1765 à 1790, fils de l'empereur précédent et frère de la future reine de France Marie-Antoinette de Habsbourg-Lorraine.
Neuf Princes-électeurs :
- Emeric-Joseph de Breidbach de Burrisheim, archevêque de Mayence (1763-1774)
- Jean-Philippe de Walderdorff, archevêque de Trèves (1756-1768)
- Maximilien-Frédéric de Königsegg-Rothenfels, archevêque de Cologne (1761-1784)
- Marie-Thérèse de Habsbourg, reine de Bohême (1743-1780) et de Hongrie
- Maximilien III Joseph de Wittelsbach, électeur de Bavière (1745-1777)
- Frédéric-Auguste III de Saxe, électeur de Saxe (1763-1806)
- Frédéric II de Hohenzollern, électeur de Brandebourg (1740-1786) et roi de Prusse
- Charles-Théodore de Wittelsbach, comte palatin du Rhin (1742-1799)
- Georges III de Hanovre, électeur de Hanovre (1760-1806) et également roi de Grande-Bretagne

L’élection de 1764 a lieu alors que François Ier est encore en vie, afin de régler sa succession. Le nouvel élu doit porter le titre de "Roi des Romains" jusqu’à la mort de l’empereur et est alors automatiquement empereur sans autre élection. François Ier meurt l’année suivante le 18 août 1765.

### Élection de 1790

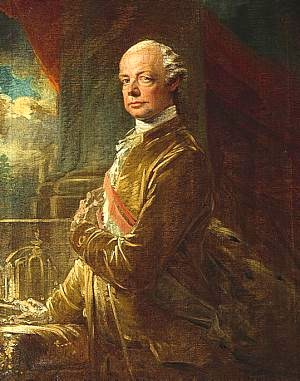
L'empereur Léopold II.

L’élection a eu lieu le 30 septembre 1790 à Francfort-sur-le-Main et le couronnement le 9 octobre 1790 dans le même lieu.
L'empereur élu est Léopold II de Habsbourg-Lorraine (1747-1792), empereur de 1790 à 1792 et frère de l'empereur précédent.
Huit Princes-électeurs :
- Frédéric-Charles Joseph d'Erthal, archevêque de Mayence (1774-1802)
- Clément Wenceslas de Saxe, archevêque de Trèves (1768-1803)
- Maximilien-François de Habsbourg-Lorraine, archevêque de Cologne (1784-1801)
- Léopold II de Habsbourg-Lorraine, roi de Bohême (1790-1792) et de Hongrie, et également grand-duc de Toscane
- Charles-Théodore de Wittelsbach, électeur de Bavière (1777-1799)
- Frédéric-Auguste III de Saxe, électeur de Saxe (1763-1806)
- Frédéric-Guillaume II de Hohenzollern, électeur de Brandebourg (1786-1797) et roi de Prusse
- Georges III de Hanovre, électeur de Hanovre (1760-1806) et également roi de Grande-Bretagne

Cette élection a lieu après la mort de l’empereur Joseph II le 20 février 1790. Pour la première fois, l'Électorat palatin du Rhin n'est plus présent.

### Élection de 1792

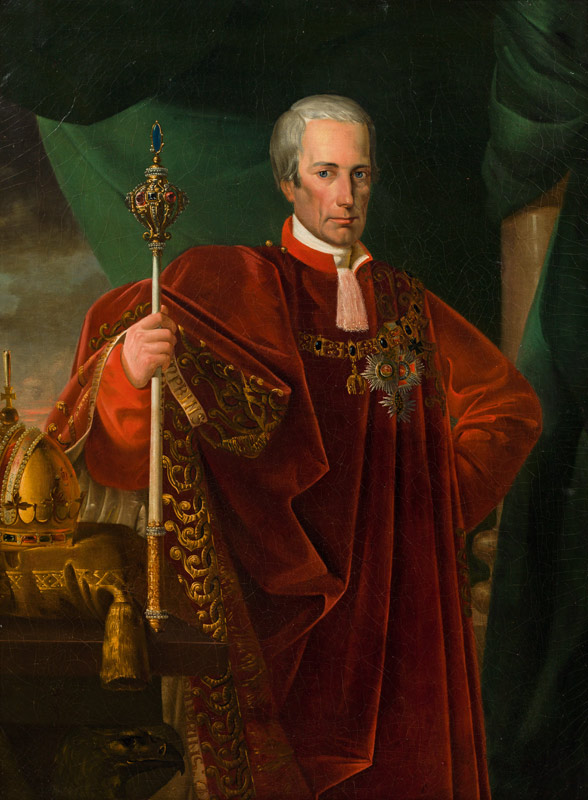
L'empereur François II.

L’élection a lieu le 5 juillet 1792 à Francfort-sur-le-Main. Le couronnement à Francfort a eu lieu le 14 juillet 1792.
L'empereur élu, le dernier empereur du Saint-Empire romain germanique, est François II de Habsbourg-Lorraine (1768-1835, empereur de 1792 à 1806, année où il dissout le Saint-Empire.
Huit Princes-électeurs :
- Frédéric-Charles Joseph d'Erthal, archevêque de Mayence (1774-1802)
- Clément Wenceslas de Saxe, archevêque de Trèves (1768-1803)
- Maximilien-François de Habsbourg-Lorraine, archevêque de Cologne (1784-1801)
- François II de Habsbourg-Lorraine, roi de Bohême (1792-1835) et de Hongrie
- Charles-Théodore de Witttelsbach, électeur de Bavière (1777-1799)
- Frédéric-Auguste III de Saxe, électeur de Saxe (1763-1806)
- Frédéric-Guillaume II de Hohenzollern, électeur de Brandebourg (1786-1797) et roi de Prusse
- Georges III de Hanovre, électeur de Hanovre (1760-1806) et roi de Grande-Bretagne

À la suite de la bataille d'Austerlitz perdue le 2 décembre 1805 face aux troupes françaises de Napoléon Ier et du Traité de Presbourg (Bratislava) du 26 décembre 1805, l'empereur François II de Habsbourg-Lorraine supprime le 6 août 1806 son titre d'Empereur du Saint-Empire romain germanique au profit du titre d'empereur héréditaire d'Autriche et devient alors François Ier d'Autriche. De ce fait, l'élection du 5 juillet 1792 aura été la toute dernière élection impériale.